# Geschiedenis van de spoorwegen in Duitsland

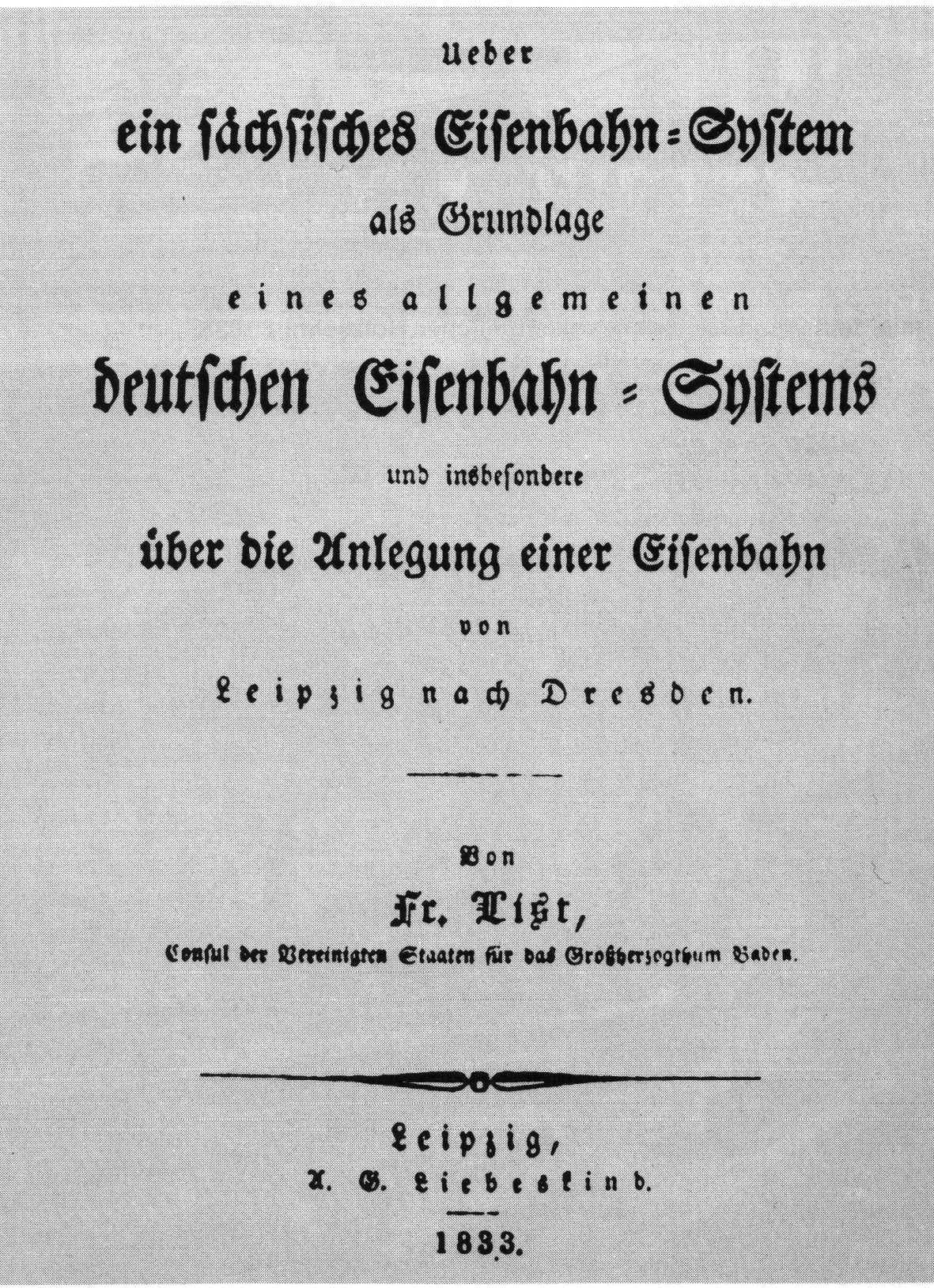
Kaft van Friedrich Lists verslag: Over een spoorwegsysteem in Saksen als basis voor een algemeen spoorwegsysteem in Duitsland en in het bijzonder over de aanleg van een spoorlijn van Leipzig naar Dresden". Leipzig 1833

De eerste spoorweg in Duitsland waar locomotieven gebruikt werden voor het vervoeren van personen was de Ludwigseisenbahn. Deze werd in gebruik genomen op 7 december 1835. Deze spoorlijn had al de, tot op heden gebruikte, spoorwegbreedte van 1435 mm (normaalspoor). Op 11 juni 1836 werden voor het eerst goederen vervoerd en voorlopig bleef het bij deze ene keer. Twee vaten bier werden getransporteerd in een wagon derde klasse. In de herfst van 1839 kwam, door het ombouwen van twee personenwagons, het reguliere goederenvervoer op gang. De bouw van spoorlijnen werd eerst uitgevoerd door particuliere ondernemers, zogenaamde Privatbahnen, maar al snel ook door de overheid, de zogenaamde Staatsbahnen.
Na de Reichsgründung (grondlegging van het Rijk) in 1871 exploiteerden de afzonderlijke deelstaten van het Duitse Rijk een reeks van staatsbanen als Länderbahn in eigen beheer. De talrijke, in deze periode gebouwde, particuliere spoorlijnen waren voornamelijk bestemd voor het lokale verkeer. Na de Eerste Wereldoorlog werden de Länderbahnen binnen de Weimarrepubliek in 1920 eerst als Deutsche Reichseisenbahnen ondergebracht bij het Rijk en uiteindelijk samengevoegd met de in 1924 opgerichte Deutsche Reichsbahn-Gesellschaft, die vervolgens het grootste deel van het spoorwegverkeer in Duitsland exploiteerde.
Aan het einde van de Tweede Wereldoorlog ontstonden er, als gevolg van de Duitse deling, twee spoorwegstaatsbedrijven: de Deutsche Bundesbahn in de Bondsrepubliek Duitsland en de Deutsche Reichsbahn in de Duitse Democratische Republiek. Na de Duitse hereniging in 1990 werden beide staatsbedrijven door de Bahnreform (wettelijke herstructurering) in 1994 samengevoegd tot de Deutsche Bahn AG, kregen particuliere spoorwegbedrijven toegang tot het landelijk spoornet en werd de exploitatie van het regionale spoorwegverkeer aan de deelstaten overgedragen.

## Spoorlijnen en spoorwegmaatschappijen

### De voorlopers

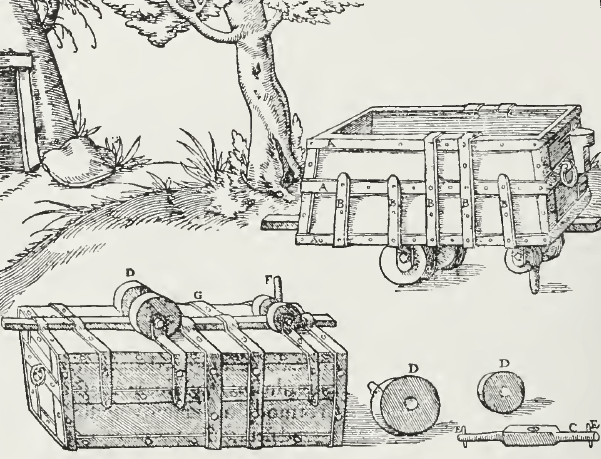
Deutscher Hunt, in het Nederlands 'hond' (een kolenlorrie), met een spoorpen (in de afb.: F), volgens een weergave uit 1556 van Georgius Agricola (De re metallica libri XII), tevens de voorloper van alle moderne spoorvoertuigen.

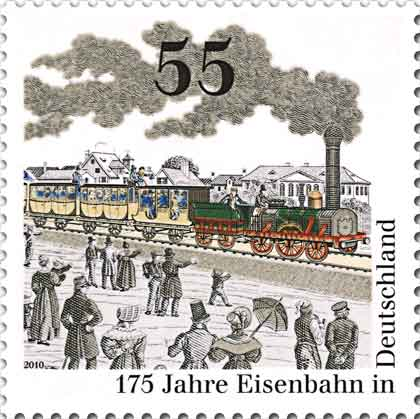
Postzegel 2010

De voorlopers van de spoorwegen in Duitsland, zijn net zoals in Engeland, voornamelijk te vinden in de mijnbouw. In de mijn liepen de bij de productie gebruikte lorries eerst op houten rails en werden of door, een spoorpen (Spurnagel) tussen de spoorstaven of door een opstaande rand aan de houten rails, geleid.
In het Ruhrgebied ontstond rond 1787 een netwerk van ongeveer 30 km aan paardenspoorwegen voor de mijnbouw, met door paarden getrokken rijtuigen, om zo ook bovengronds het transport van kolen naar de laadperrons aan de Ruhr zo efficiënt mogelijk te maken. Deze lokale spoorlijnen in het Ruhrgebied werden destijds echter niet gebruikt voor het openbaar vervoer. Een deel van deze rails bestonden al uit ijzeren sporen Eisenschienen, hier komt dan ook het Duitse begrip voor spoorweg, namelijk ijzeren baan „Eisenbahn“, vandaan. Ook tegenwoordig is het nog mogelijk om de Rauendahler Schiebeweg in Bochum (1787) of de Schlebusch-Harkorter Kohlenbahn (1829) uit de beginjaren van de spoorweggeschiedenis te bezoeken. In Oostenrijk en Zwitserland ontstond tussen 1827 en 1836 de paardenspoorweg: Paardenspoorweg Budweis–Linz–Gmunden.
Belangrijke ontwikkelingen voor de spoorwegen in Duitsland zijn de ontwikkeling van de eerste inzetbare locomotieven in Engeland (Richard Trevithick 1804, John Blenkinsop 1812) en de opening van de eerste officiële spoorlijn, de Stockton and Darlington Railway in 1825. Ook in Duitsland waren er pogingen om al een exploitatie met locomotieven te starten nog voor de eerste spoorlijnen in gebruik waren genomen. Zo bouwde Johann Friedrich Krigar met de Dampfwagen der Königlichen Eisengießerei Berlin uit 1815 een kopie van de stoomlocomotief van Blenkinsop voor de smelterij in Königshütte in Opper-Silezië. In 1818 volgde een locomotief voor de 1,8 km lange Friederiken-Schienenweg, een kolenweg bij Geislautern in het Saarland, die in 1821 omgebouwd werd van een houten rail naar een ijzeren rail. Deze locomotief kon wel rijden maar voldeed niet aan de verwachtingen door tegenvallende prestaties.

### Spoorlijnen in het latere Duitse Rijk vanaf de vroege 19de eeuw tot aan 1870

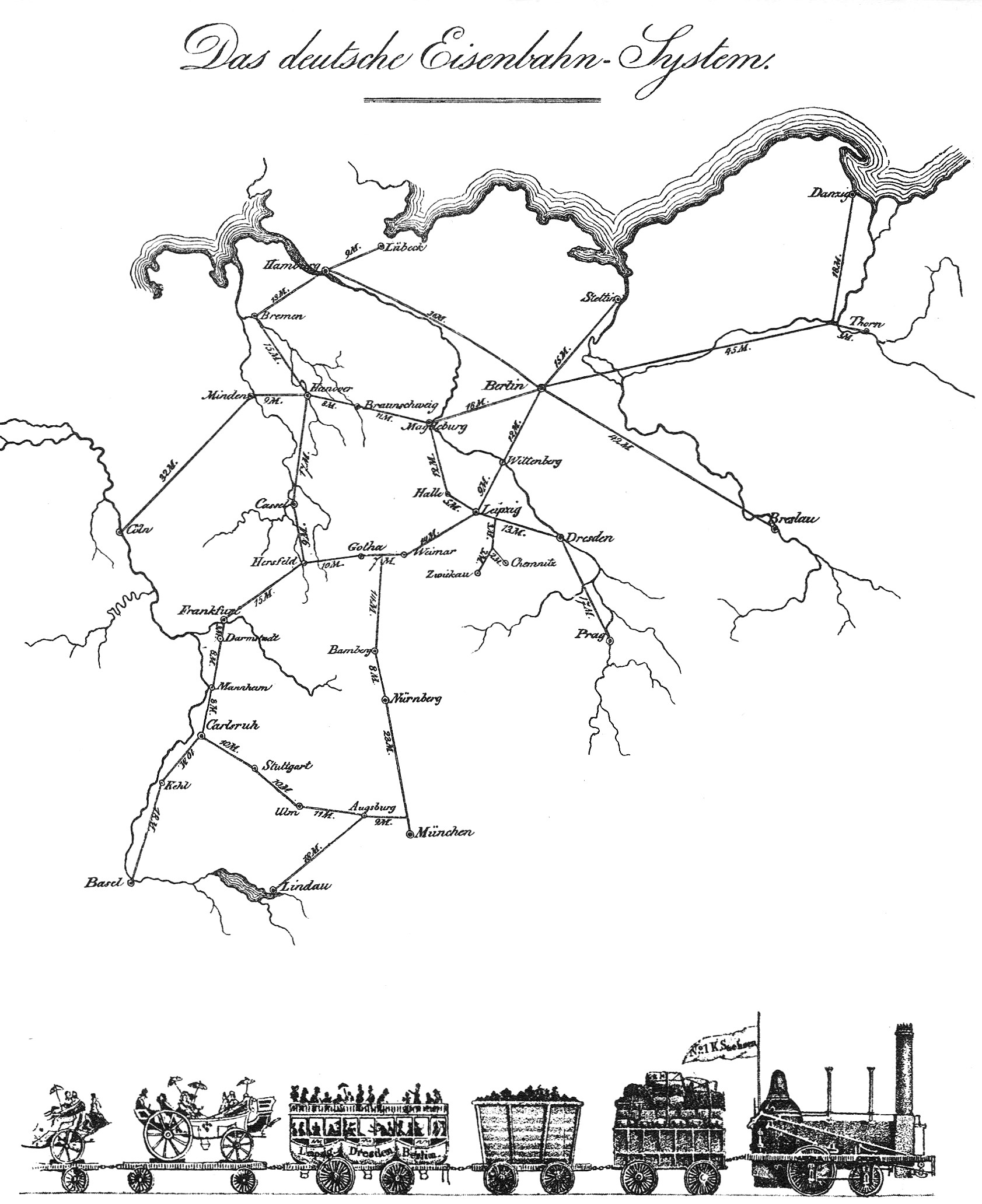
In 1833 publiceerde de econoom Friedrich List (1789–1846) in Leipzig een ontwerp voor een Duits spoorwegsysteem

In de eerste helft van de 19de eeuw werd er in Duitsland wisselend gereageerd op het ontstaan van spoorlijnen. Sommige mensen met een zakelijk instinct zoals Friedrich Harkort en Friedrich List zagen een kans met de spoorwegen voor een opleving van de economie en een kans om, vooral in Duitsland, onder de paternalistische houding van de plaatselijke overheid uit te komen en zetten zich daarom al vroeg, in de jaren 1820 en vroege jaren 1830, in voor de bouw van spoorwegen. Terwijl anderen bang waren voor de walm en rook van de locomotieven of voor een dalend inkomen.

#### Het begin
Friedrich Harkort richtte in 1820 een consortium op met als doel een paardentram te bouwen van Kohlerevier Schlebusch naar Haspe. De Schlebusch-Harkorter Kohlenbahn met een lengte van één Pruisische mijl, circa 7½ kilometer, kwam gereed in 1828 en was de eerste spoorlijn die met deze lengte in bedrijf werd genomen. Het transport van kolen vond plaats op een smalspoorlijn met gebruik van paarden. Vanaf 1 april 1876 werden stoomlocomotieven ingezet. De spoorlijn is tegenwoordig gedeeltelijk ontmanteld. Overgebleven stukken kunnen echter nog steeds bekeken worden. Bij de bouw van de Deilthaler Eisenbahn werden vergelijkbare rails en vergelijkbare wagons gebruikt.
Door het verleggen van een ijzeren spoorweg, door de in 1828 opgerichte Deilthaler Eisenbahn, werd ten zuiden van Essen de eerste nog steeds in gebruik zijnde spoorlijn in Duitsland gebouwd. De bovenbouw van deze spoorlijn bestond volgens de beschrijving uit eiken dwarsliggers, waarop parallelle spoorstaven (houten rails) met een lengte van 3,30m met houten spijkers werden bevestigd. Op de spoorstaven waren vervolgens met houten spijkers ijzeren strips bevestigd met een dikte van 40mm. De spoorbreedte was eerst maar 82 cm. Het traject had ook een lengte van een Pruisische mijl. Op 20 september 1831 werd de Deilthaler Eisenbahn door prins Wilhelm, een zoon van de Pruisische koning Friedrich Wilhelm II, feestelijk geopend en noemde zich vanaf die tijd Prinz-Wilhelm-Eisenbahn-Gesellschaft (PWE). Tot 1844 was de spoorlijn in bedrijf als paardentram voor het transport van kolen. Al vanaf 1833 werden ook personenwagons "voor vermaak" ingezet. 1847 werd de spoorlijn tot normaalspoor omgebouwd en tussen Steele-zuid en Vohwinkel met de inzet van stoomlocomotieven geëxploiteerd als de Steele-Vohwinkler Eisenbahn. De spoorlijn is tegenwoordig in gebruik als S-Bahn 9.

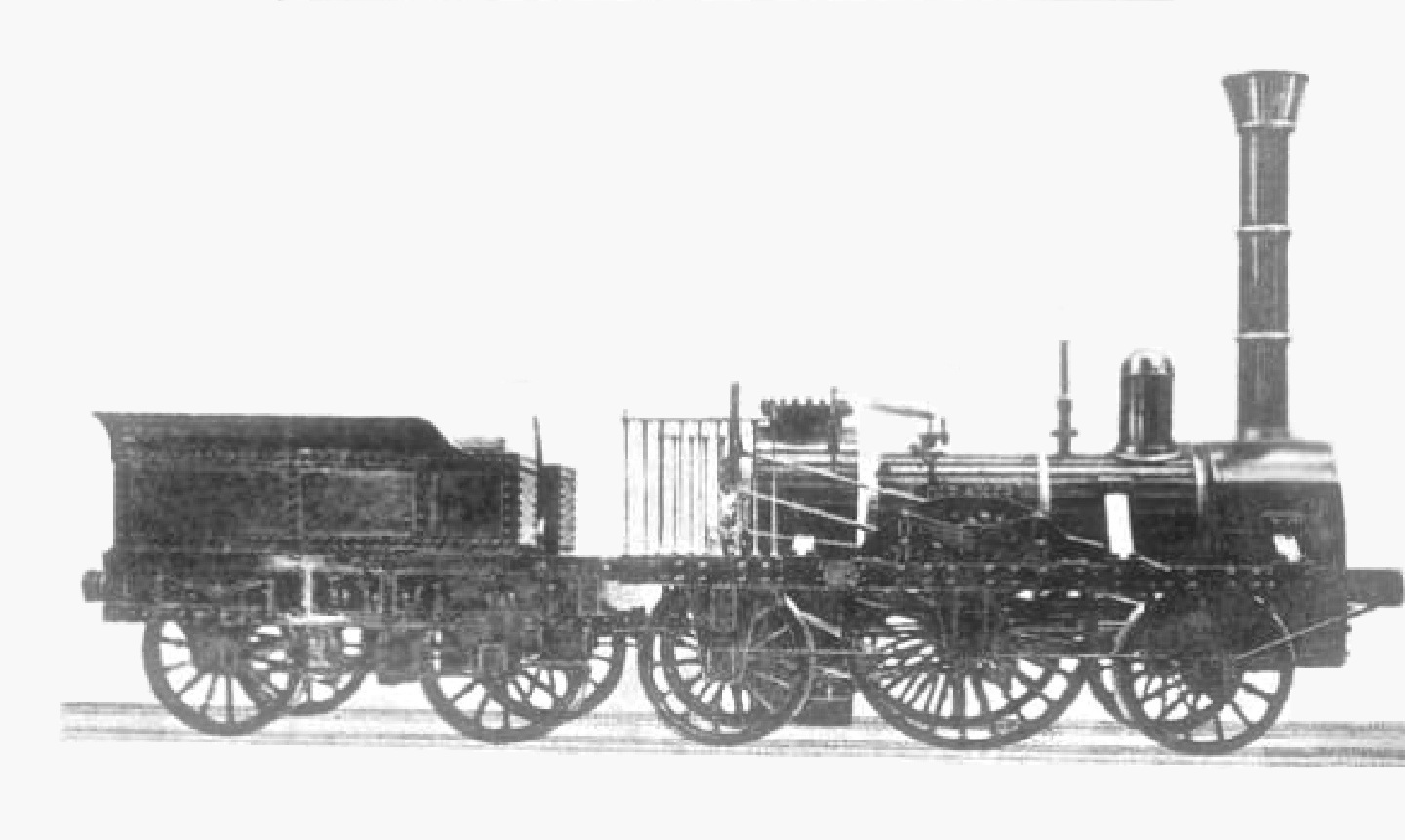
„Adler“, bouwjaar 1835, foto vlak na 1850

Officieel wordt de in 1835, door het private bedrijf Ludwigs-Eisenbahn-Gesellschaft, geopende spoorlijn in Neurenberg als eerste spoorlijn in Duitsland beschouwd. Deze Ludwigseisenbahn, gebouwd door ingenieur Paul Camille von Denis, wordt zo gezien omdat er toen moderne stoomlocomotieven ingezet werden. Deze spoorlijn werd op 7 december 1835 officieel geopend met een rit van Neurenberg naar Fürth, nadat eerder al met de locomotief „Adler“ werd proefgereden. De Engelsman William Wilson was de meester op deze rit en werd zo de eerste machinist in Duitsland. Destijds werd deze rit met een stoomlocomotief gezien als het begin van een nieuw tijdperk. De beslissing van de Ludwigs-Eisenbahn-Gesellschaft om te kiezen voor het Engelse systeem werd door andere spoorbedrijven gevolgd met als gevolg dat dit werkbare systeem met rails, spoorwijdte, wielflens en voertuigen tot norm werd verheven in Duitsland. De verdere ontwikkeling van het Duitse spoornetwerk ging echter aan deze lijn voorbij omdat deze lijn niet werd aangesloten op het spoornetwerk. Ten slotte kreeg de lijn ook nog concurrentie van de tramlijn tussen Neurenberg en Fürth. Op 31 oktober 1922 werd de spoorlijn gesloten en later gebruikt voor een sneltramlijn.

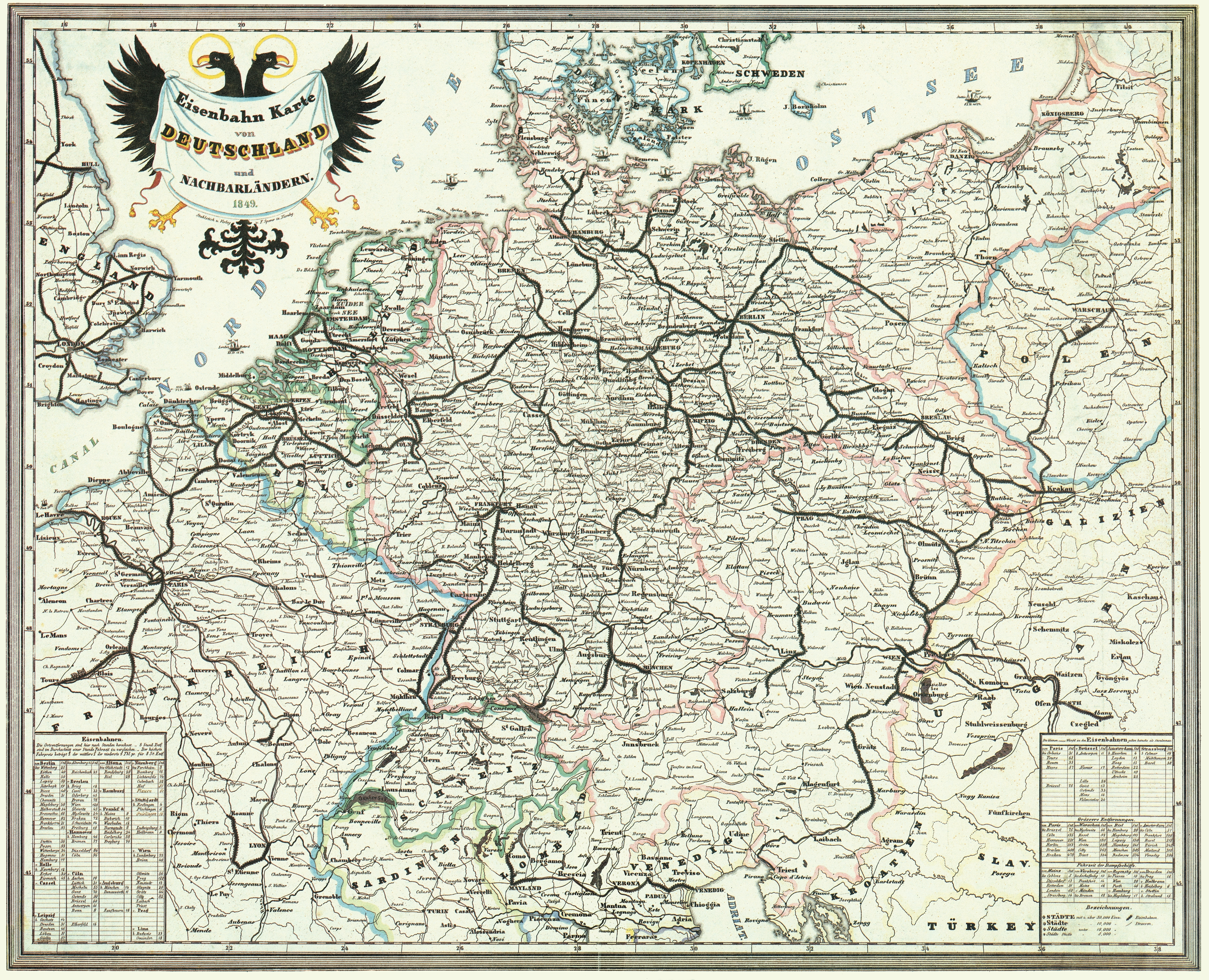
Spoornetwerk 1849

De eerste spoorlijn in Pruisen was de Berlin-Potsdamer Eisenbahn: het traject van 11 km van Zehlendorf (wijk in Berlijn) naar Potsdam werd op 22 september 1838 geopend en het vervolgtraject van 12 km lang van Zehlendorf naar Berlijn werd op 29 oktober 1838 geopend.
Vanaf 1 december 1838 werd tussen Braunschweig en Wolfenbüttel de dienst door de Herzoglich Braunschweigische Staatseisenbahn opgenomen. Als eerste spoorlijn in het bezit van een Duitse staat (Hertogdom Brunswijk), wellicht om zo een overname door Pruisen te voorkomen, werd de spoorlijn uiteindelijk vanwege financiële tekortkomingen van het hertogdom toch aan Pruisen verkocht in 1869.
Het op 20 december 1838 geopende deeltraject Düsseldorf–Erkrath, de Düsseldorf-Elberfelder Eisenbahn, vormde in het Rijnland of beter gezegd de Pruisische Rijnprovincie, het eerste stoomtreintraject.
Het eerste spoortraject in Hessen was de Taunus-Eisenbahn met een lengte van 41,2 km, tussen de vrije stad Frankfort en Wiesbaden, de hoofdstad van het hertogdom Nassau. Dit traject werd tussen 26 september 1839 en 19 mei 1840 in vier bouwfases gerealiseerd.

#### Eerste langere afstanden
Op 24 april 1837 werd met de opening van het deeltraject van Leipzig naar Althen, de spoorlijn Leipzig-Dresdner Eisenbahn geopend en vormde zo de derde Duitse spoorlijn. Het traject tot aan Dresden werd voltooid op 7 april 1839. Deze spoorlijn vormde met een lengte van 120 km de eerste langeafstandsspoorlijn en de eerste spoorlijn in Duitsland die uitsluitend met stoomtreinen werd bereden. Op dit traject is ook de eerste Duitse spoortunnel te vinden.
Op 29 juni 1839 werd het eerste trajectgedeelte van de Magdeburg-Leipziger Eisenbahn geopend, deze liep van Maagdenburg naar Schönebeck. Na de uitbreiding tot aan Halle en Leipzig in 1840 vormde deze spoorlijn de eerste langeafstandsspoorlijn tussen deelstaten met een lengte van 116 km.
De Rheinische Eisenbahn bouwde een spoorlijn in de periode 1839 tot 1843 van Keulen naar toenmalig grensstation Herbesthal met een aansluiting naar Antwerpen, daardoor ontstond op 15 oktober 1843 de eerste internationale spoorlijn van de Duitse Bond.
Op 12 september 1840 opende het groothertogdom Baden als staatsspoorwegmaatschappij het traject van Mannheim naar Heidelberg. Dit traject vormde het eerste gedeelte van de Badische Hauptbahn, het 285 km lange traject van Mannheim naar Basel. Op 1 augustus 1845 bereikte het tracé Freiburg im Breisgau en in 1855 was het hele traject gereed. In tegenstelling tot alle omliggende spoorlijnen werd in het Groothertogdom Baden tot 1854/55 alleen breedspoor met een wijdte van 1600 mm gebruikt.
Op 12 september 1841 nam de Berlin-Anhaltische Eisenbahn-Gesellschaft het traject in gebruik van het station Anhalter Bahnhof in Berlijn naar Köthen (Anhalt) waar het tracé aansloot op het traject van de Berlin-Potsdam-Magdeburger Eisenbahngesellschaft. Daardoor werd Köthen het eerste spoorwegknooppunt in Duitsland.
Met de opening van de spoorlijn Berlijn - Frankfurt op 31 oktober 1842 met het traject van het Berlijnse station Berlin Ostbahnhof naar Frankfurt (Oder), ontstond er in Duitsland netwerk van bijna 1000 km spoor wat eerst alleen losjes verbonden was.
Op 22 oktober 1843 werd het eerste traject van de Königlich Hannöversche Staatseisenbahnen geopend, dit traject had een lengte van 16 km en liep van Hannover naar Lehrte en vormde zo de eerste "Kreuzbahn". Al snel werd Lehrte een belangrijk spoorwegknooppunt met trajecten naar Berlijn, Keulen, Hildesheim en Harburg vlak voor Hamburg.
Het op 18 september 1844 geopende traject van 108 km van Altona naar Kiel, gebouwd in opdracht van het koninkrijk Denemarken, lag na de Tweede Duits-Deense Oorlog in 1867 op Pruisische grondgebied en werd in 1887 aangekocht door de Pruisische staat en vervolgens geïntegreerd bij de Pruisische staatsspoorwegen.
Op 20 december 1845 werd het eerste deeltraject van de Köln-Mindener Eisenbahn-Gesellschaft van Deutz naar Düsseldorf geopend, het tweede gedeelte tot aan Duisburg werd op 9 februari 1846 geopend. Het jaar daarop werd op 15 mei eerst Dortmund en daarna Hamm bereikt en op 15 oktober 1847 kwam het gehele traject tot Minden gereed. In totaal 263 km en in eerste instantie enkelsporig aangelegd. Op dezelfde dag werd ook het traject Hannover – Minden van de Königlich Hannöversche Staatseisenbahnen in gebruik genomen.
Op 1 september 1846 tijdens de opening van het laatste traject (Frankfurt (Oder) – Bunzlau) van de Niederschlesisch-Märkischen Eisenbahn, die 330 km lang is, werden de twee grootste steden van Pruisen, Berlijn en Breslau, met elkaar verbonden. In oktober van dat jaar werd Gleiwitz bereikt door het gelijktijdig gebouwde hoofdtraject van de in Breslau beginnende Oberschlesischen Eisenbahn.
Binnen drie jaar had het spoornetwerk binnen de Duitse Bond zich meer dan verdubbeld.
Drie maanden later werd op 15 december 1846 de Berlin-Hamburger Bahn in bedrijf genomen, de 286 km lange kruisverbinding tussen de twee grootste steden van het latere Duitse Rijk.
In 1846 werd in meerdere etappen de Main-Neckar-Bahn van Frankfurt am Main naar Mannheim en Heidelberg in gebruik genomen.

#### Spoorwegnetwerk in midden Europa

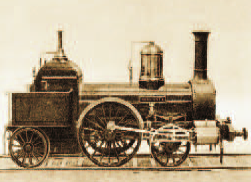
Locomotieven van de Köln-Mindener Eisenbahn, in 1848 geleverd door Borsig

In het Noorden bereikte het Hannovische staatsspoorwegbedrijf op 1 mei 1847 het bij het Koninkrijk Hannover horende Harburg aan de rivier de Elbe met de voltooiing van het traject Celle-Harburg.
In de herfst van dat jaar bestonden er directe oost-westverbindingen:
- Op 1 september 1847 kwam er door de in ingebruikname van de spoorlijn Dresden–Görlitz door de Sächsisch-Schlesische Eisenbahngesellschaft een verbinding tot stand tussen midden-Duitsland en de Neder-Silezische spoorlijn.
- Op 15 oktober 1847 kwam, door de gelijktijdige opening van het laatste trajectdeel van de Köln-Mindener Eisenbahn en het Mindener Astes van het Hannovische staatsspoorbedrijf, de eerste directe spoorverbinding vanaf de Rijn via Berlijn tot aan de Oder tot stand. De route was echter gecompliceerder dan tegenwoordig: de verbinding vanaf Braunschweig naar Magdeburg liep vanaf juli 1843 via Wolfenbüttel, Jerxheim en Oschersleben naar Maagdenburg. De treinen uit Berlijn konden tot aan de voltooiing van de Buckauer-Eisenbahnbrücke in 1848 rijden tot aan station Magdeburg-Friedrichstadt, aan de oostelijke oever van de Elbe. Na het oversteken van de Elbe moesten passagiers overstappen op station Schleinufer (Elbbahnhof), het eindstation van de spoorlijn Oschersleben.

Tot aan 1851 bestond er binnen Berlijn nog geen verbinding tussen de diverse kopstations. Toen werd de verbindingslijn Berliner Verbindungsbahn in gebruik genomen.
Op 18 oktober 1847 ontstond een doorgaande verbinding tussen Breslau en Krakau door de aansluiting van de Oberschlesische Eisenbahn aan de Krakau-Oberschlesische Eisenbahn. Door het gereedkomen van de verbindingsspoorlijnen tussen de kopstations in Breslau ontstond er vanaf 3 februari 1848 ook een doorgaande spoorverbinding vanaf de Rijn tot aan Wisła.
Met het opvullen van een kort stuk ontbrekend spoor tussen de Wilhelmsbahn in Opper-Silezië en de Kaiser Ferdinands-Nordbahn in Oostenrijks-Silezië ontstond op 1 september 1848 voor het eerst een samenhangend spoorwegnetwerk in Midden-Europa. Dat zich uitstrekte in het westen tot aan het op de rechter Rijnoever gelegen Deutz, in het noorden tot aan Harburg, in het oosten tot aan Warschau en Krakau en in het zuiden tot aan het aan de noordvoet van de Semmering-pas gelegen Gloggnitz. In Berlijn en Hamburg ontbraken nog kleine stukken spoor.
In het jaar 1849 ontstond met het traject Halle-Bebra van de Thüringische Eisenbahn en de Hessense Friedrich-Wilhelms-Nordbahn een verbinding vanuit Berlijn via Halle (Saale)/Gerstungen tot aan Kassel.
De aansluiting van de zuid-Duitse deelstaten Baden en Beieren had meer tijd nodig: De Main-Weser-spoorlijn ontstond in 1852 door de verbinding van Berlijn naar Frankfurt am Main via Kassel en liep via de spoorlijn Main-Neckar door naar Mannheim. De Badische Hauptbahn van Mannheim naar Basel en verder tot aan Konstanz werd in etappes tussen 1840 en 1861 in gebruik genomen.
De verbinding tussen Berlijn en München kwam tot stand via het Saksich-Beierse traject Leipzig-Hof (1842-1851) en de Beierse spoorlijn Ludwig-Süd-Nord-Bahn (1844-1849).

#### Spoorwegnetwerk 1861

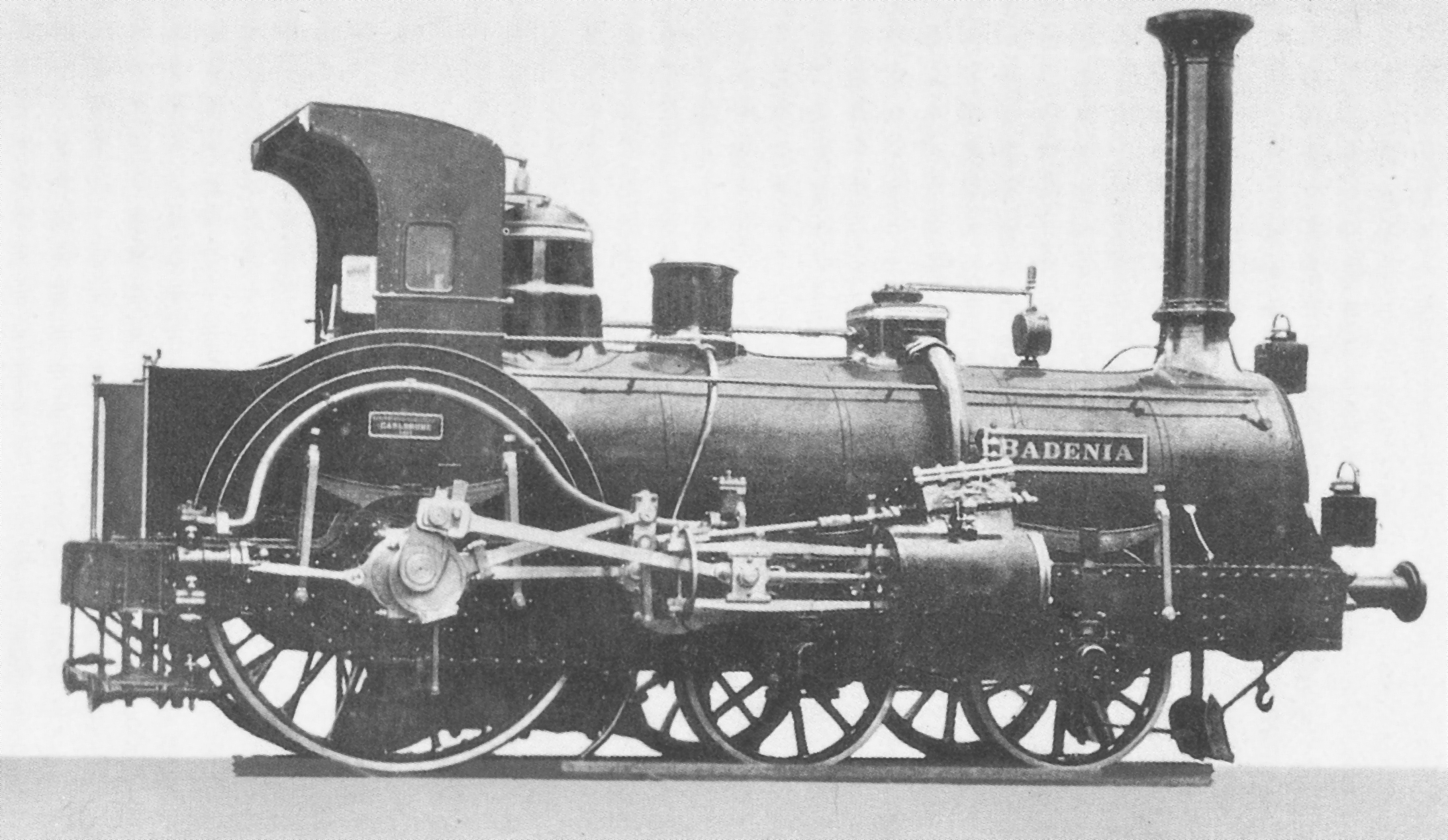
locserie: Reihe IX uit Baden, gebouwd 1854-1863

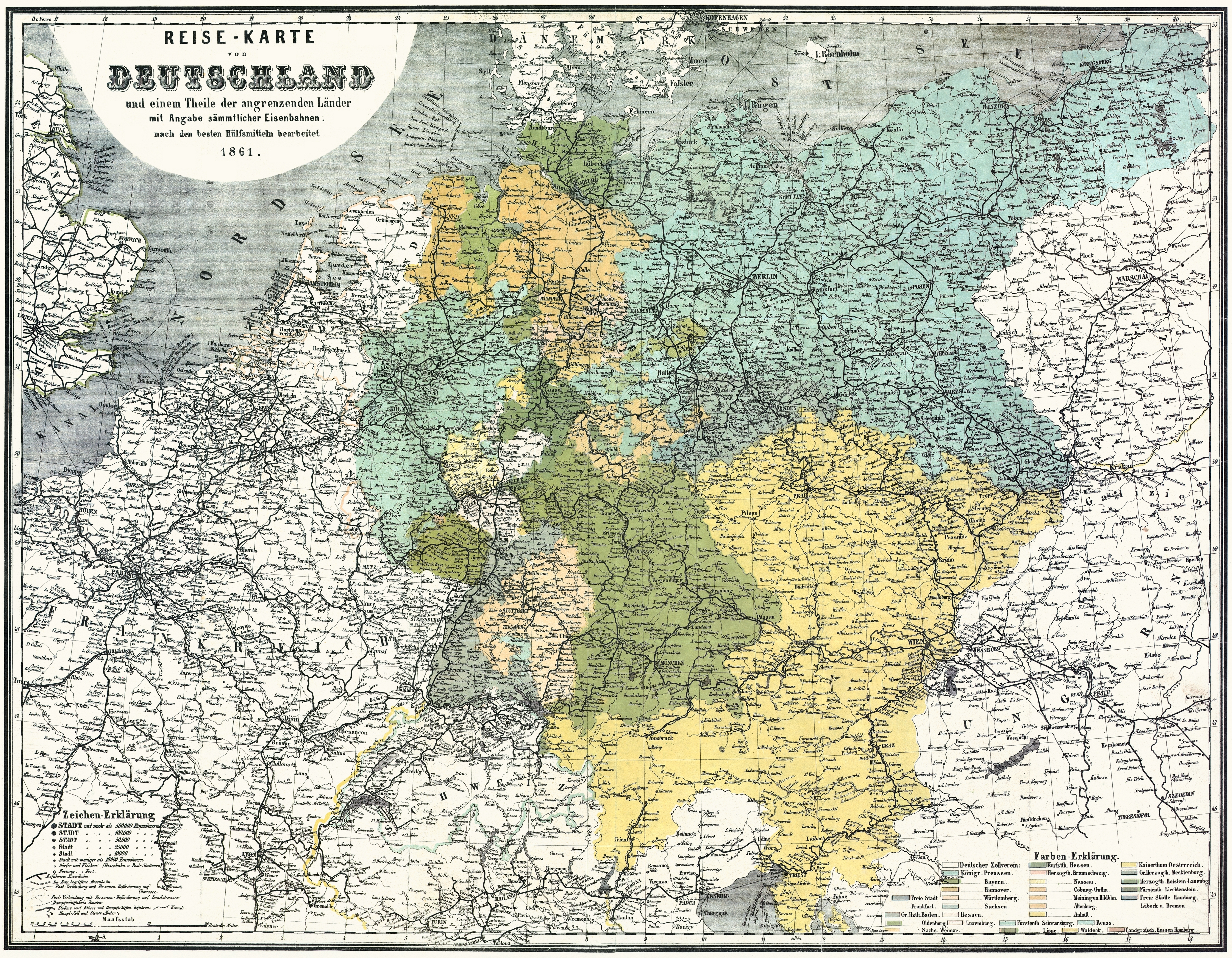
Europees Spoorwegnetwerk in 1861

De speciaal opgerichte Rheinische Eisenbahn-Gesellschaft, die de rond de jaarwisseling van 1855/1856 geopende spoorlijn Köln-Krefelder Eisenbahn overnam, startte met de bouw naar het zuiden vanaf Keulen langs de linker Rijnoever stroomopwaarts (spoorlijn Keulen - Bingen).
Dit traject werd vanaf 1 januari 1857 tot aan Rolandseck bereden en in 1859 tot aan Bingerbrück (tegenwoordig Bingen Hauptbahnhof). Tot aan Bingerbrück werd in hetzelfde jaar ook de hoofdlijn van de Hessischen Ludwigsbahn verlengd. Deze lijn verbond sinds 1855 Mainz met Ludwigshafen.
Met de opening van de 'Dombrücke', over de Rijn in Keulen, op 3 oktober 1859 werd het West-Europese spoornetwerk, dat bestond uit het Franse en Belgische netwerk en de lijnen op de linkeroever van de Rijn, verbonden met het Midden-Europees spoornetwerk. Dit spoornetwerk omvatte inmiddels Flensburg, Koningsbergen (Pruisen) (tegenwoordig Kaliningrad), Rzeszów in Galicië en in Hongarije tot over de Tisza rivier en Triëst tot aan de Middellandse Zee.
In 1860 werd de Pruisische spoorlijn in het oosten verlengd tot aan de Russische grens voorbij Eydtkuhnen (tegenwoordig Tsjernysjevskoje). De eerste koppeling van het Europese normaalspoor en het Russische breedspoornetwerk ontstond door de opening van het traject van de Sint Petersburg – Warschau spoorweg dat liep in het huidige Litouwen van Vilnius–Kaunas–Virbalis (Russisch Вержболово en Pools Wierzbałowo) tot aan de grenspost bij Kybartai.

### Aspiraties voor een staatsspoorwegbedrijf

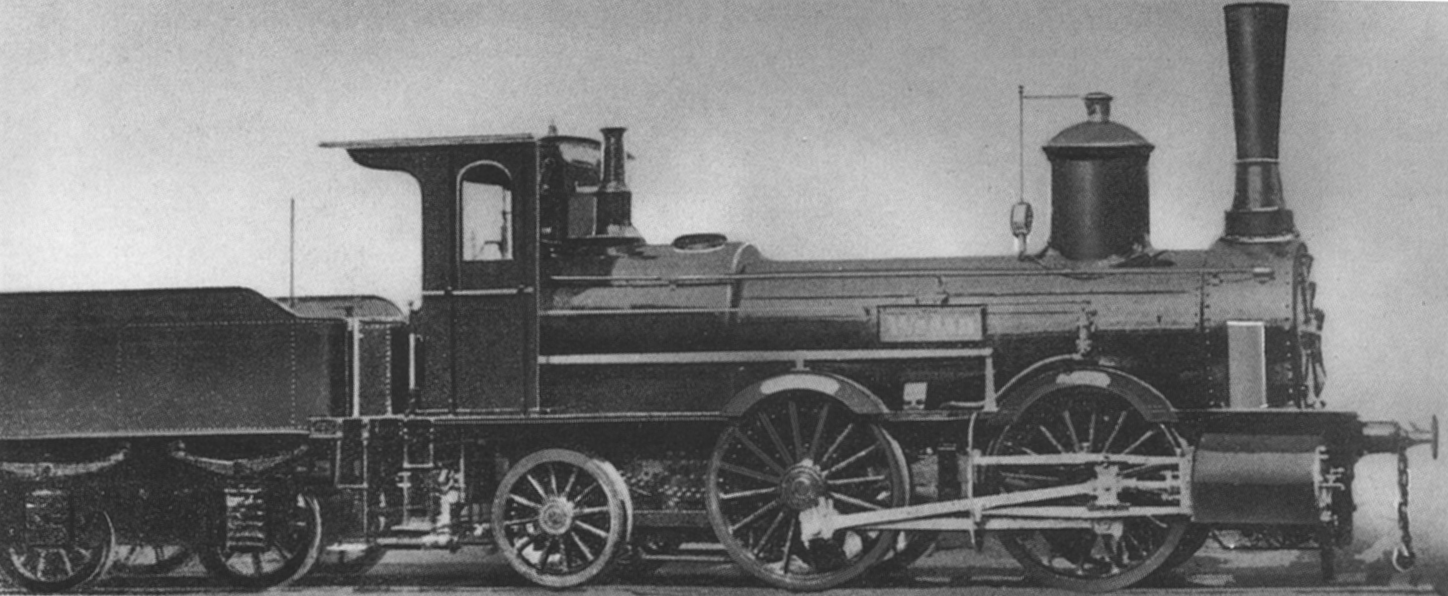
Locomotieven van de particuliere spoorwegmaatschappij Mecklenburgischen Eisenbahn, gebouwd in 1866

De overheidsinstellingen van de verschillende Duitse deelstaten namen een uiteenlopende houding aan ten opzichte van de opkomende spoorwegindustrie. Aan de ene kant werden initiatieven overgelaten aan particuliere investeerders, aan de andere kant werd gepoogd een staatsspoorwegbedrijf te stimuleren, zoals dat voornamelijk in de zuid-Duitse monarchieën Baden, Beieren en Württemberg gebeurde. In Pruisen werden in eerste instantie vooral particuliere spoorwegmaatschappijen gestimuleerd, later nam echter de overheid de exploitatie van enkele spoorlijnen over van die maatschappijen die in financiële problemen geraakten, zoals de Bergisch-Märkische Eisenbahn-Gesellschaft.

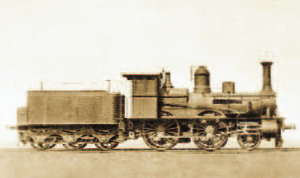
Locomotieven van de Berlin-Hamburger Eisenbahn, in 1873 geleverd door Borsig

De houding van Pruisen veranderde echter na de vorming van de Duitse Bond in 1871; vooral Otto von Bismarck was een voorstander van het ontstaan van een staatsspoorwegbedrijf. Het spoor werd zeer belangrijk geacht als strategisch middel voor het leger. Door talrijke maatregelen werd geprobeerd om tot één gemeenschappelijk staatsspoorwegbedrijf te komen. Uiteindelijk lukte dit pas tijdens het interbellum (1918 -1939): conform de grondwet van Weimar werd de Deutsche Reichsbahn opgericht. Binnen de diverse deelstaten waren al eerdere aanzetten tot oprichting van " staatsspoorlijnen" gedaan, zoals:
- in Baden werd op 29 maart 1838 een wet aangenomen die de bouw van een spoorlijn van Mannheim tot aan de Zwitserse grens bij Basel moest regelen (Gesetz über die Erbauung einer Eisenbahn von Mannheim bis zur Schweizer Grenze bei Basel). Deze wet werd op 2 april 1838 afgekondigd. Er volgden diverse deelwetten waarin de financiering, "gedwongen aftreden van directies", benoemingen van spoorwegdirecties en bedrijfsregelingen werden geregeld.
- In Württemberg verkondigde Koning Wilhelm I op 18 april 1843 de wet inzake de bouw van spoorwegen, die de basis vormde waarop spoorwegen werden geëxploiteerd door de staat of op kosten van de staat werden gebouwd. Naast de lijnen die geëxploiteerd werden door de staat, werd de bouw van overige spoorlijnen overgelaten aan de private sector. Verhoudingsgewijs werden er in Württemberg daarom minder private spoorlijnen gebouwd.

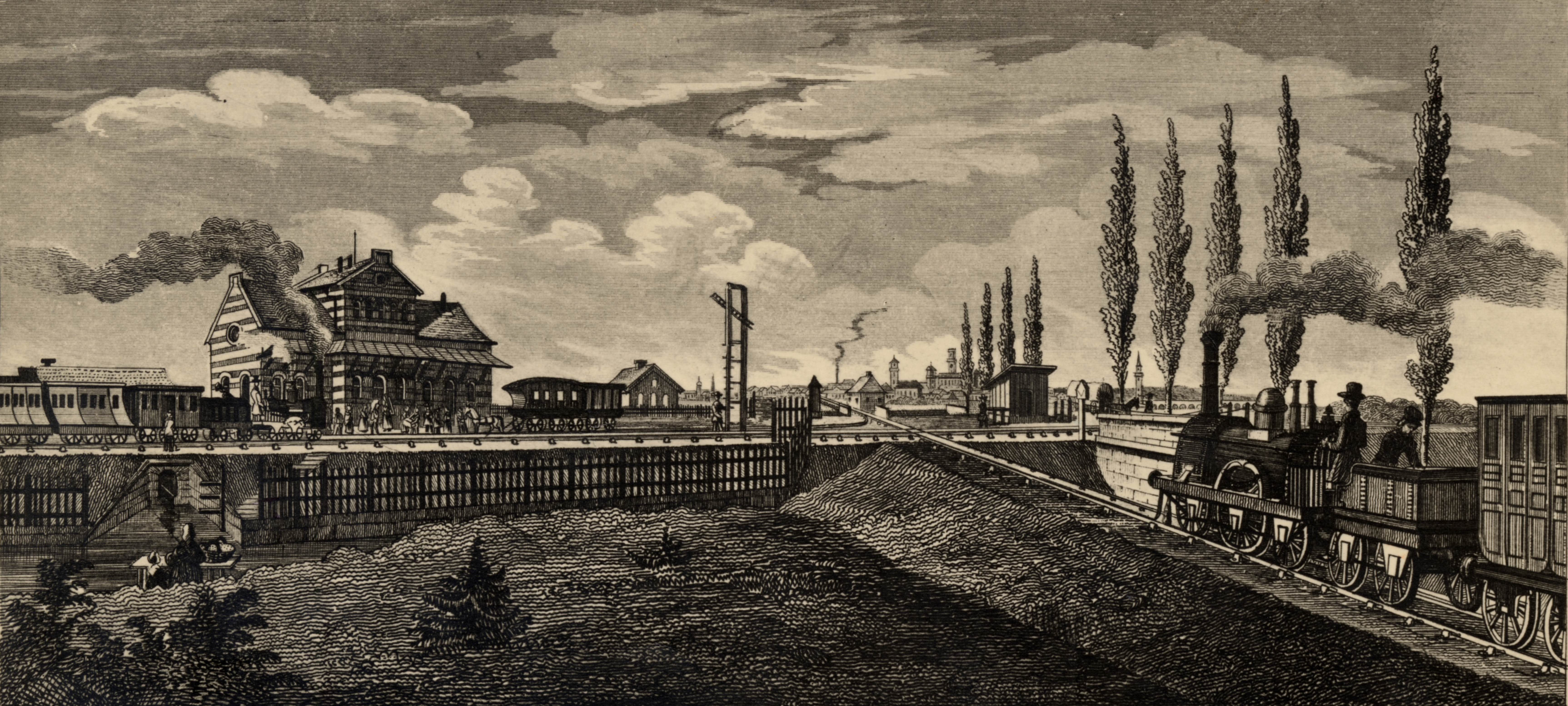
De Fürther Kreuzung vormde in 1845 het eerste overstapstation tussen twee spoorlijnen in Duitsland (tussen de Ludwig-Süd-Nord-Bahn en de Ludwigseisenbahn)

- In Beieren begon de private München-Augsburger Eisenbahn-Gesellschaft in 1839 met de bouw van het traject van München naar Augsburg, die op 4 oktober 1840 werd geopend. De tijd van het Beierse staatsspoorbedrijf begon in 1844 met de overname van deze maatschappij. De Königlich Bayerische Staats-Eisenbahnen bouwden van 1844 tot 1853 als eerste de Ludwig-Süd-Nord-Bahn, die liep tussen Hof en Lindau, met een lengte van 548 kilometer.
- De Nationale Vergadering van Frankfurt, overlegde in 1848/1849 over een grondwet voor een Duits rijk als federale staat. Er werd overwogen om de spoorwegen te nationaliseren en te laten exploiteren door een instelling van de rijksregering om zo de "staatsmacht" te versterken. Naast de zorgen over verdere inmenging werd er echter getwijfeld of een noodzakelijk wijdvertakte rijksinstelling effectiever zou zijn dan de tot dan toe bestaande staatsbedrijven. Het resultaat was uiteindelijk artikel 28 van de Grondwet voor het Duitse Rijk (1949), waarbij het Rijk de macht had met betrekking tot het toezicht en de wetgevende macht en de exploitatie van de spoorlijnen voor zover ter bescherming van het Rijk of in het kader van het algemeen belang. Deze grondwet werd nooit aangenomen waardoor de situatie van publieke en private geëxploiteerde spoorlijnen bleef bestaan in Duitsland.
- Pruisen streefde aan het begin van het spoortijdperk ook naar een staatsspoorbedrijf, maar kon dit door de grondwettelijke situatie niet realiseren. Om financiering van voldoende omvang te krijgen voor de aanleg van een spoorlijn was de toestemming nodig van een „reichsständischen Versammlung“ (parlement) en die bestond echter niet en de „Provinziallandtage“ (provinciaal bestuur) wilden niet de plaats innemen van een parlement. De Pruisische wet op de spoorwegondernemingen van 3 november 1838 had daarom voornamelijk alleen betrekking op regelingen omtrent toezicht op de concessies, staatsrecht en spoorpolitie etc., maar zorgde ook ervoor dat het ministerie voor handel het recht had om goedkeuringen te verlenen. Deze wet had echter niet tot gevolg dat het aantal particuliere spoorlijnen toenam, er waren namelijk geen ondernemers te vinden voor de vooral dun bevolkte gebieden in Oost-Pruisen.

Een nieuwe poging in 1847 om het provinciaal bestuur te bewegen om toestemming te geven voor financiering van de bouw van de Pruisische Ostbahn mislukte, terwijl de Landtag echter wel in principe voor de bouw van de spoorlijnen op kosten van de staat was. In hetzelfde jaar nam op 1 april het koninkrijk Saksen de in financiële moeilijkheden geraakte particuliere maatschappij Sächsisch-Bayerische Eisenbahn-Compagnie over en exploiteerde deze samen met later opgekochte spoorwegmaatschappijen als de Königlich Sächsische Staatseisenbahnen.
Na het mislukken van de 1848-beweging werd in Pruisen de bankier August Freiherr von der Heydt benoemd tot minister van handel en daarmee werd hij verantwoordelijk voor de spoorwegen. Von der Heydt was een voorstander van de staatsspoorbedrijven en stimuleerde de nationalisering van de spoorwegen. Hij verordende om te beginnen dat de Preußische Ostbahn en volgende trajecten op kosten van de staat gebouwd en geëxploiteerd moesten worden. Vervolgens loodste Von der Heydt een uitvoeringsbesluit door het parlement, waarin in paragraaf 38 van de prEG subsidies opnieuw geoormerkt werden. In de bepalingen van artikel 38 stond een belasting vermeld die moest dienen als schadeloosstelling voor de postbedrijven voor het verdringen van de postkoets door de spoorwegen. Na de herziening door Von der Heydt kon door de belasting een fonds gecreëerd worden. Dit fonds kon worden gebruikt om de particuliere spoorlijnen op te laten kopen door de Pruisische staat. Echter door heftige protesten van de particuliere spoorwegondernemers werd deze bepaling opgeschort en werd deze heffing omgevormd naar een algemene belasting. Daarnaast werd artikel 48 van de prEG gebruikt om particuliere maatschappijen op te kopen die in financiële moeilijkheden raakten. In het midden van de 19de eeuw kregen liberale opvattingen in Pruisen de bovenhand, deze opvattingen hielden onder andere in dat de Staat zich uit de exploitatie van het spoorwegbedrijf terug moest trekken en het vrije ondernemerschap voor de bouw van spoorlijnen de ruimte moest geven. Na het ontslag van Von der Heydt in 1869 werd graaf Heinrich Friedrich von Itzenplitz zijn opvolger. Hij was een voorstander van het particuliere spoorwegbezit en stimuleerde tijdens zijn aanstelling talrijke oprichtingen van nieuwe particuliere spoorbedrijven.
Toen werden de pogingen om tot een staatsbedrijf te komen gestaakt zodat dat er geen nieuw conflict kon ontstaan. Bismarck had net het grondwettelijk conflict rondom de herstructurering van het militair bijgelegd. De uitgaven van de staat voor de spoorwegbouw zou een nieuw conflict laten ontstaan. Daarnaast werden in 1866 het koninkrijk Hannover en diverse gebieden in Hessen geannexeerd. Deze gebieden hadden eigen spoorlijnen waardoor het Pruisische spoorwegnetwerk uitgroeide tot ongeveer 1200 kilometer. Voor de spoorwegautoriteit vormde deze integratie een grote belasting.

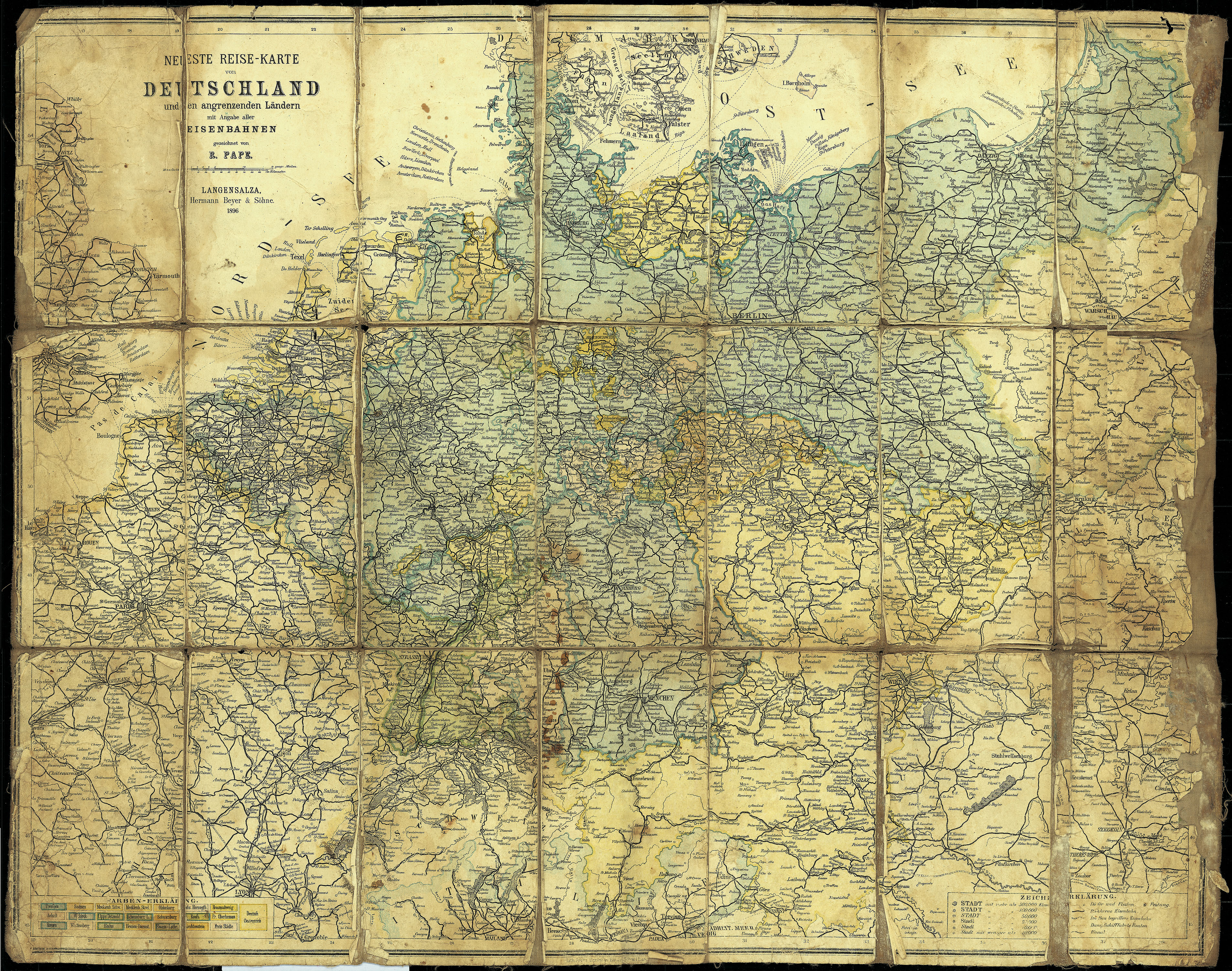
Situatie van het Duitse spoornetwerk in 1896. Originele kaart uit die tijd.

Tot aan de oprichting van de Duitse Bond in 1871 ontstonden deze staatsspoorlijnen:
- Preußische Staatseisenbahnen met steeds een vrijwel zelfstandige spoorwegdirectie van de deelstaat
- Badische Staatsbahn (1840–1920, vanaf 1872 Großherzoglich Badische Staatseisenbahnen (G.Bad.St.E.))
- Königlich Bayerische Staats-Eisenbahnen (K.Bay.Sts.B.)
- Königlich Sächsische Staatseisenbahnen (K.Sächs.Sts.E.B.)
- Königlich Württembergische Staats-Eisenbahnen (K.W.St.E.)
- Großherzoglich Mecklenburgische Friedrich-Franz-Eisenbahn (M.F.F.E)
- Großherzoglich Oldenburgische Eisenbahn (G.O.E., 1867–1920)
- Königlich Hannöversche Staatseisenbahnen (vanaf 1866 onderdeel van de Preußischen Staatseisenbahnen)
- Herzoglich Braunschweigische Staatseisenbahn (vanaf 1870 onderdeel van de Preußischen Staatseisenbahnen)
- Nassauische Staatsbahn (vanaf 1866 onderdeel van de Preußischen Staatseisenbahnen)
- Anhaltische Leopoldsbahn (vanaf 1882 onderdeel van Preußischen Staatseisenbahnen)
- Bebra-Hanauer Eisenbahn (Kurhessische Staatsbahn) (vanaf 1866 onderdeel van de Preußischen Staatseisenbahnen)

### Het soeverein recht voor het verlenen van spoorwegconcessies
Het soeverein recht voor het verlenen van spoorwegconcessies, de Eisenbahnhoheit, is het recht van de staat om concessies te verlenen voor de bouw en exploitatie van spoorwegen en het recht om toezicht te houden. Dit recht staat los van de eigenaar van de spoorlijn of wie de lijn exploiteert.
De in 1867 opgerichte Noord-Duitse Bond liet het soeverein recht voor het verlenen van spoorwegconcessies over aan de deelstaten.
De Beierse minister-president Chlodwig zu Hohenlohe-Schillingsfürst stelde in 1869 voor om aan te sluiten bij de Zollverein Douane-unie en zo een Duitse spoorwegvereniging te laten ontstaan, waarin de deelnemende staatsspoorwegen tot een gezamenlijke reglement en uniforme tarieven moesten komen. Voor dit voorstel was echter geen steun te vinden.
Na de Reichsgründung van 1871, de oprichting van het Duitse Keizerrijk, stond in de grondwet, dat de concessierechten voor de spoorwegen bij de deelstaten lagen. Het was voor het rijk echter wel mogelijk om volgens artikel 43 toezicht te houden op de bedrijfsveiligheid van de individuele spoorwegbedrijven en om volgens artikel 45 de tarieven te controleren.
In artikel 42 stond: „Die Bundesregierungen verpflichten sich, die deutschen Eisenbahnen im Interesse des allgemeinen Verkehrs wie ein einheitliches Netz zu verwalten und zu diesem Behuf auch die neu herzustellenden Bahnen nach einheitlichen Normen anlegen und ausrüsten zu lassen.“ De bondsregering verplicht zich de Duitse spoorwegen, in het algemene belang, als een uniform netwerk te beheren en in dit kader de nieuw te bouwen spoorlijnen volgens uniforme normen te bouwen en uit te rusten. In plaats van het Rijk deze opdracht tot regulering te geven, werd door deze formulering benadrukt dat de bevoegdheden met betrekking tot de spoorwegen alleen lagen bij de individuele deelstaten. Daarom werd dit een "spoorweg-noodwet" genoemd.
De internationale depressie, die volgde op de Berlijnse beurskrach in 1873, bemoeilijkte de tot dan vaak gebruikte methode van financiering van de particuliere spoorlijnen door buitenlandse investeerders. De spoormaatschappijen zaten door investeringen in rails en materieel diep in de schulden en waren van nieuw kapitaal via de beurs afgesneden door de economische crisis. Gelijktijdig werd de interesse van de deelstaten in meer gezamenlijke coördinatie van de spoorwegen groter.
In de jaren 70 van de negentiende eeuw werden de naast elkaar geëxploiteerde particuliere en staatsspoorwegen een steeds groter probleem en waarbij de verschillende tarieven het vervoer over de regio's heen ernstig bemoeilijkten. De roep voor uniformering werd steeds groter.

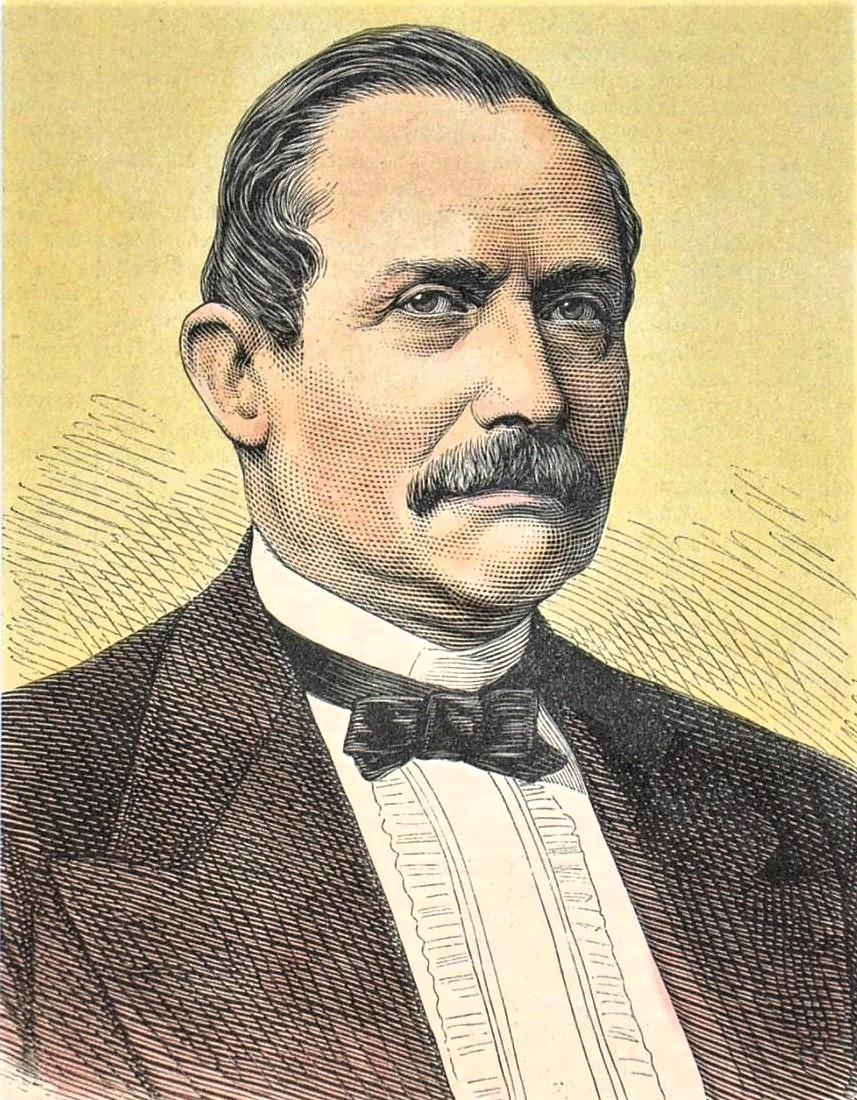
In 1873 werd Albert Maybach de eerste directeur van het nieuwe Reichseisenbahnamt.

Om de grondwet te realiseren en in ieder geval een toezichthouder voor de spoorwegen mogelijk te maken binnen het rijk, stimuleerde Otto von Bismarck in 1873 de oprichting van een instantie voor de staatsspoorwegen. Ondanks de weerstand van enkele deelstaten dienden bovendien 130 gedelegeerden een voorstel in tot oprichting van een bureau voor de staatspoorwegen het „Reichseisenbahnamtes“ (REA). Ondanks tegenwerking vanuit de deelstaten werd de betreffende wet door de Rijksdag en Bondsraad aangenomen. De instantie opende op 16 september 1873 onder de leiding van Albert Maybach haar deuren in Berlijn. De instantie had als doel om de toezicht op de spoorwegen te regelen, de in de grondwet van het rijk en in overige wetten vastgelegde regels met betrekking tot de spoorwegen uit te voeren en onvolkomenheden en misstanden te herstellen.
De hoop van Bismarck dat deze instantie efficiënt zou kunnen werken vervloog echter, omdat in artikel 4 van de wet stond dat REA haar taak in het kader van de grondwet moest uitvoeren. In de grondwet stond echter dat de deelstaten vergaande bevoegdheden hadden over hun spoorwegen. Om deze impasse op te lossen moest er een uitvoeringsbesluit gemaakt worden waarin de bevoegdheden van het rijk over de spoorwegen beschreven werd. In april 1875 werd bij het parlement een wetsvoorstel van REA ingediend, waarin feitelijk het rijk onbeperkt toezicht werd verleend op de spoorwegen. Dit wetsvoorstel werd echter door de gedelegeerden uit de deelstaten verworpen. Een voorzet van Pruisen, wat eerder tactisch bedoeld was, om de staatsspoorwegen aan het rijk over te dragen tijdens de jaren 70 van de 19de eeuw vond geen instemming bij de andere deelstaten.

### Tijd van de Länderbahn van 1871 tot 1920
Nu de invoering van de wet op de staatsspoorwegen niet tot succes leidde, volgde Bismarck het plan om zelf groots opgezette staatsspoorwegen aan te leggen, die alleen al door de grote overmacht de andere deelstaten zouden laten bijdraaien. Bismarck droeg als eerste alle spoorwegaangelegenheden in het koninkrijk Pruisen over aan het nieuw opgerichte Ministerium der öffentlichen Arbeiten (Wet van 7 augustus 1878) en benoemde de voormalige directeur van het Reichseisenbahnamt, Maybach, tot Pruisische minister van handel in combinatie met de functie van minister van openbare werken. Maybach diende in 1879 een voorstel in bij het Pruisische huis van afgevaardigden die de overname regelde van vier belangrijke spoorlijnen met een gezamenlijke lengte van 3500 km. Vanwege de gunstige financiële situatie van Pruisen konden binnen enkele jaren de meeste particuliere spoorlijnen vervolgens worden overgenomen, zodat in 1885 ongeveer 11.000 km aan voormalig particuliere spoorlijnen in het bezit van de Pruisische staat was. In dit kader vormden de spoorwegdirecties in Pruisen zelfstandige bedrijven met ieder hun eigen bestuur, die bijvoorbeeld ook eigen voertuigen ontwikkelden („Bauart Hannover“) die eventueel ook door andere besturen overgenomen konden worden.

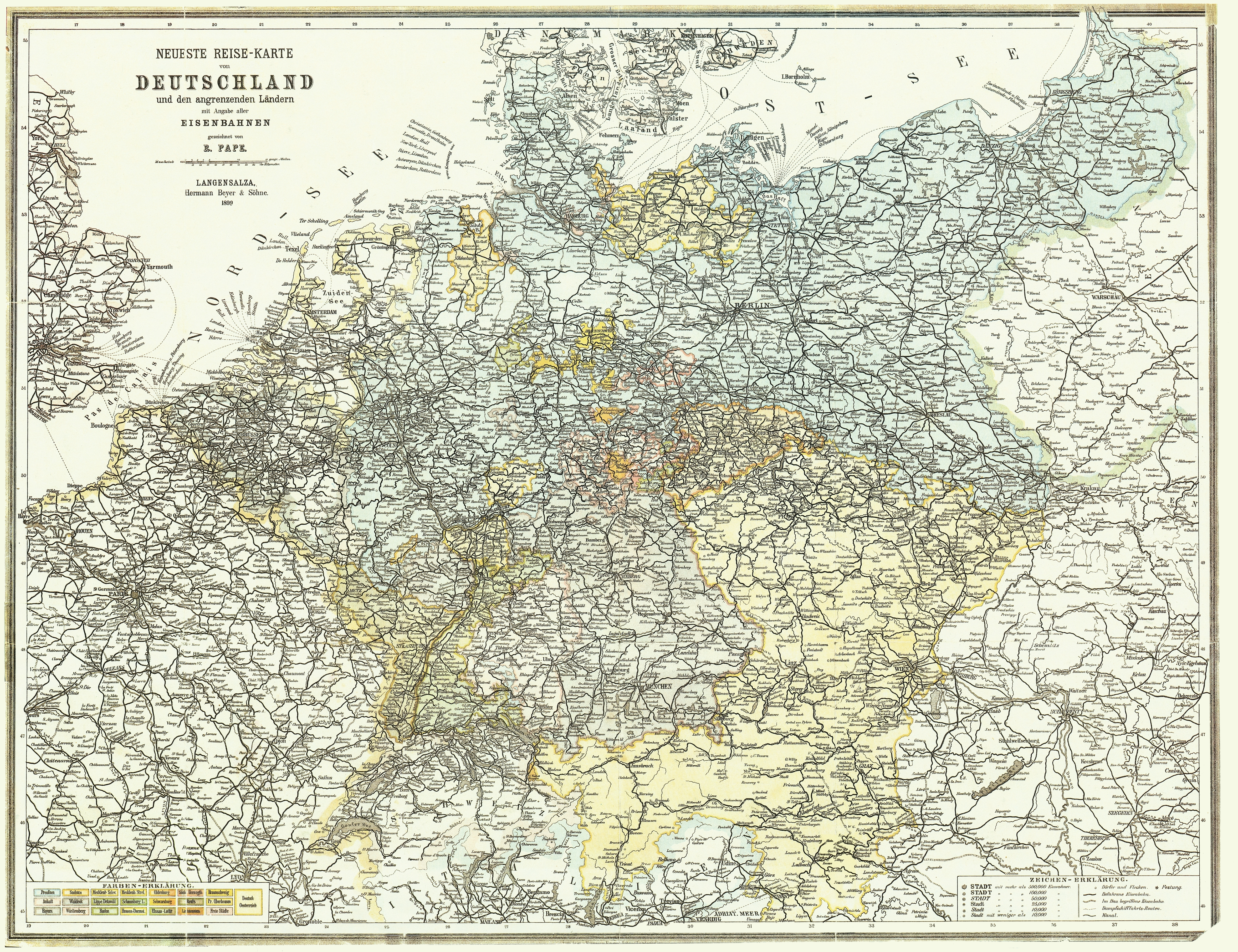
Spoorwegnetwerk 1899

Hoewel na de Reichsgründung veel particuliere spoorlijnen geleidelijk aan werden genationaliseerd, in Pruisen vooral door Paul von Breitenbach, ontstonden in de tijd na ongeveer 1880 in heel Duitsland talrijke nieuwe particuliere spoorwegmaatschappijen die voor het regionale en lokale vervoer zorgden en die het staatsspoorwegnet niet kon of wilde dekken. Een van de pionieren bij de bouw van deze secundaire spoorwegen was de spoorwegondernemer Herrmann Bachstein, wiens bedrijf, het in 1879 in Berlijn opgerichte Centralverwaltung für Secundairbahnen, de bouw en exploitatie van meer dan 50 trajecten in heel Duitsland regelde, waaruit later de Süddeutsche Eisenbahn-Gesellschaft AG in 1895 ontstond. Tot de in 1885 opgerichte Eisenbahn-Bau- und Betriebsgesellschaft Vering & Waechter GmbH & Co. KG beheerde een tijdlang tot wel 40 lokale spoorlijnen en ontsluitende spoorlijnen. De in 1887 in München opgerichte Lokalbahn Aktien-Gesellschaft (LAG) was voornamelijk actief in Beieren.
In het koninkrijk Pruisen moesten vooral de agrarische gebieden in het noorden en oosten verder ontsloten worden. Omdat de Pruisische overheid ondanks de hoge overschotten van de eigen Pruisische staatsspoorwegen niet in de positie verkeerde genoeg middelen voor de bouw van lokaalspoorwegen vrij te maken, werd op 17 augustus 1892 de wet „Gesetz über Kleinbahnen und Privatanschlußbahnen“ afgekondigd, die de bouw van lokale spoorwegen makkelijker moest maken. Deze wet diende ook als model voor andere deelstaten en er volgde een nieuwe golf van aanleg van spoorlijnen, zodat aan het begin van de Eerste Wereldoorlog in 1914 meer dan 300 spoorwegtrajecten met een lengte van meer dan 10.000 km waren voltooid. Tot de belangrijkste particuliere exploitant van lokale spoorlijnen en ontsluitende spoorlijnen in Duitsland werd de in 1892 opgerichte, direct nadat de Pruisische wet voor het lokale spoor van kracht werd, Eisenbahnbau- und Betriebsunternehmung Lenz & Co. GmbH, die betrokken was bij de bouw en exploitatie van ongeveer 100 spoorwegnetten. De door Lenz in 1893 opgerichte Ostdeutsche Eisenbahn-Gesellschaft in Koningsbergen en in 1895 opgerichte Westdeutsche Eisenbahn-Gesellschaft vormden ook belangrijke exploitatiemaatschappijen.
In het jaar 1897 vormden de Pruisische spoorwegdirectie van de provincie Hessen-Nassau en de Großherzoglich Hessische Staatseisenbahnen een Pruisische Hessische spoorwegmaatschappij; deze maatschappij nam in hetzelfde jaar ook het toenmalige grootste particuliere spoorwegbedrijf van Duitsland, de Hessische Ludwigs-Eisenbahn-Gesellschaft over. De regionale spoorlijnen van de individuele deelstaten bleven overigens strikt gescheiden. Aan de grenzen van de deelstaten stonden grensstations, waar de locomotieven gewisseld konden worden. Pruisen en Saksen waren met elkaar aan het strijden om het vervoer naar Beieren en Berlijn. Württemberg en Beieren dan weer om de verbinding tussen Frankfurt en München; de staatsspoorlijn in de Elzas en de spoorwegmaatschappij van het groothertogdom Baden vochten om de noord-zuidlijn naar Zwitserland.

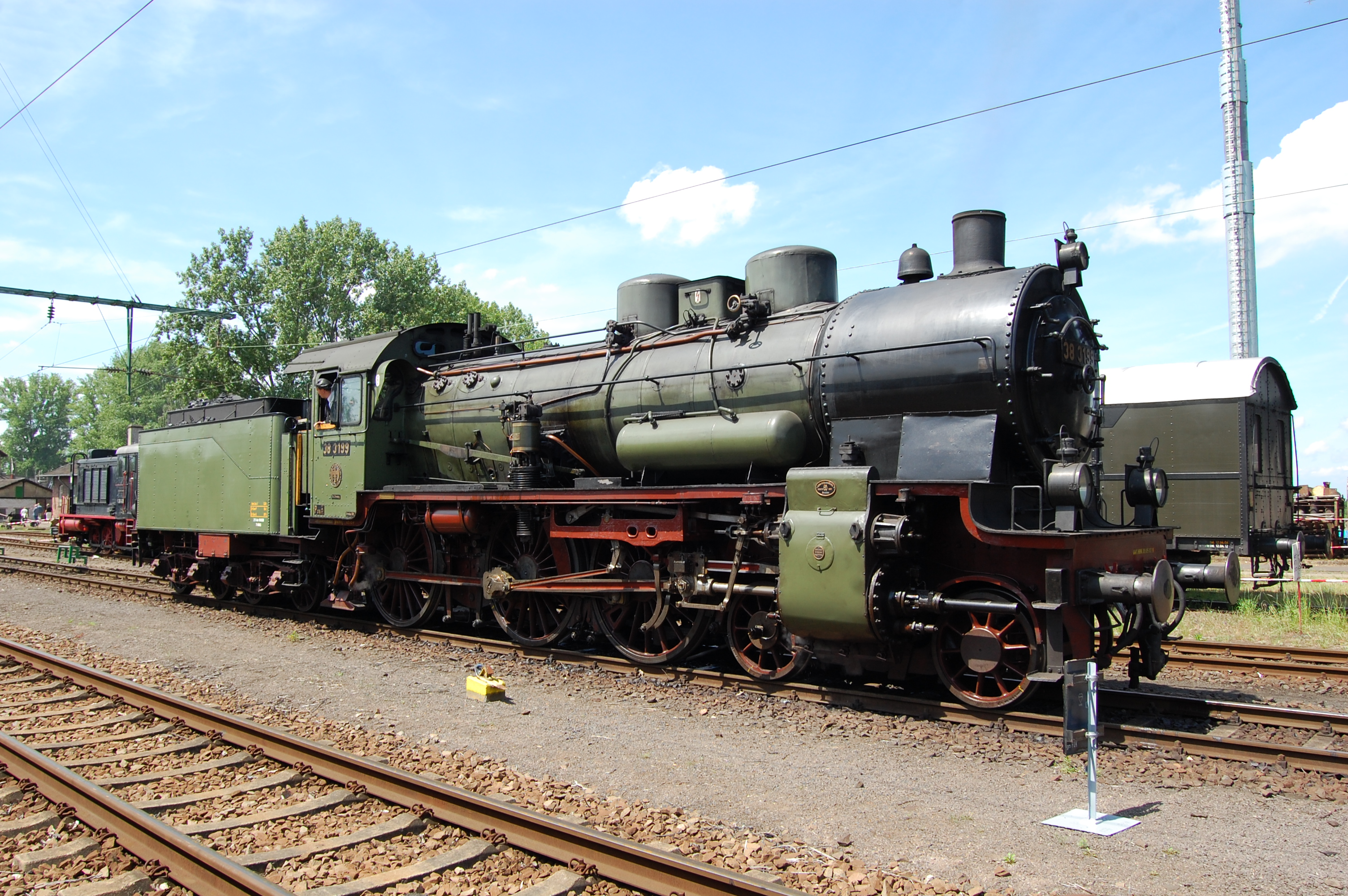
Pruisische Baureihe P8, gebouwd 1906-1923

In 1912 werden volgens de gegevens van de spoorwegmaatschappijen (verwerkt door het Reichsbahnamt - Volume XXXIII - Boekjaar 1912 - Berlijn 1914) de volgende regionale spoorwegen in Duitsland geëxploiteerd:
| Naam                                                      | normaalspoor km | smalspoor km |
| --------------------------------------------------------- | --------------- | ------------ |
| Großherzoglich Badische Staatseisenbahnen                 | 1.753,71        | 27,53        |
| Großherzoglich Mecklenburgische Friedrich-Franz-Eisenbahn | 1.093,78        |              |
| Großherzoglich Oldenburgische Staatseisenbahnen           | 651,53          |              |
| Königlich Bayerische Staats-Eisenbahnen                   | 8.034,35        | 115,45       |
| Königlich Sächsische Staatseisenbahnen                    | 2.814,17        | 507,75       |
| Königlich Württembergische Staats-Eisenbahnen             | 1.997,67        | 101,28       |
| Königlich Preußische Militär-Eisenbahn                    | 70,52           |              |
| Reichseisenbahnen in Elsaß-Lothringen                     | 2.021,93        | 78,10        |
| Preußisch-Hessische Eisenbahngemeinschaft                 | 38.790,44       | 239,31       |
| Staatsbahnen (Gesamtstreckenlänge: 58.297,52 km)          | 57.158,10       | 1.069,42     |

Opmerkingen bij deze lijst
- Een gedeelte van deze trajecten lag buiten de huidige landsgrenzen.
- De onderstaande, voormalige staatsspoorlijnen waren op dat moment door Pruisen door annexatie, aankoop of overeenkomst overgenomen:
  - de Nassauische Staatsbahn (1866, annexatie)
  - de Königlich Hannöverschen Staatseisenbahnen (1866, annexatie)
  - de Herzoglich Braunschweigische Staatseisenbahn (1886, aankoop)
  - de Großherzoglich Hessischen Staatseisenbahnen (1896, overeenkomst)
  - alsook enkele, die voortkomen uit de samenwerking van meerdere deelstaten, zoals bijvoorbeeld de Main-Weser-spoorlijn of de Main-Neckar-spoorlijn.

Op 31 december 1913 was de lengte van het gehele spoorwegnetwerk in Duitsland vastgesteld op 63.377 km.
De gevolgen van de nationalisatie
Door de nationalisatie veranderde ook de omgeving van de spoorlijnen. Tot dan toe vonden de individuele spoorwegmaatschappijen het belangrijk om de sporen van andere maatschappijen te vermijden door bruggen of tunnels te bouwen, zodat geen tracéleges betaald hoefden te worden aan de concurrent. Deze argumenten waren door de nationalisatie nu achterhaald. De spoorwegexploitatie kon daarom dan ook gerationaliseerd worden.
In deze periode werden talrijke verbeteringen doorgevoerd bij de stoomlocomotieven. Het aantal aandrijfassen werd verhoogd en het werden de stoommachines effectiever door de inzet van een oververhitter. Hierdoor steeg de maximumsnelheid van sneltreinen van 90 km/u naar 120 km/u.
Door de economische opleving en door de bevolkingsgroei groeiden rond de eeuwwisseling de steden, wat tot gevolg had dat de spoortrajecten in de steden en voorsteden intensiever werden benut. Alleen al in Berlijn werden dagelijks 1 miljoen reizigers genoteerd. (zie Geschiedenis van de Berlijnse S-Bahn)

### Deutsche Reichsbahn van 1919 tot 1945
zie Deutsche Reichsbahn (1920–1945) voor het hoofdartikel over dit onderwerp

#### De grondwet van de Weimarrepubliek en de Deutsche Reichsbahn
De noodzaak van een fusie van de spoorwegmaatschappijen kwam aan het licht tijdens de Eerste Wereldoorlog. De grondwet van het Duitse Rijk van 1919 bepaalde dat de spoorwegen voor openbaar vervoer in beheer moesten komen van de overheid en als één maatschappij geëxploiteerd moest worden. In de grondwet stond eveneens dat de spoorwegconcessies en de daarmee verbonden onteigeningen werden overgedragen. In het staatsverdrag van 30 april 1920 tussen het Rijk en de deelstaten Baden, Beieren, Hessen, Mecklenburg, Oldenburg, Pruisen, Saksen en Württemberg werden de staatsspoorwegen met terugwerkende kracht tot 1 april 1920 overgedragen aan het Rijk.
In 1923 bleek dat de staatsspoorwegen alleen nog maar een derde aan benodigde inkomsten zelf konden verdienen, hiermee verviel het voorstel om ze los te koppelen van rijksbegroting en alle subsidies te laten vervallen. Als gevolg hiervan werd in februari 1924 een decreet uitgevaardigd die de spoorwegdirectie verregaande autonomie gaf ten opzichte van de overheid.
Het in 1924 ontwikkelde Dawesplan voorzag onder andere dat de staatsspoorwegen in het geheel als onderpand voor herstelbetaling aan de geallieerden ingezet moesten worden. De Rijksregering kondigde vervolgens op 12 februari 1924 de beschikking af die de oprichting van de Deutsche Reichsbahn als staatsbedrijf regelde. Deze beschikking ging de geallieerden nog niet ver genoeg, daarom werd op 30 augustus 1924 de wet voor de oprichting van de particulier spoorwegmaatschappij „Deutschen Reichsbahn-Gesellschaft“ (DRG) aangekondigd, die de staatsspoorwegen zou exploiteren. Gelijktijdig met deze wet werden door de spoorwegmaatschappij obligaties uitgegeven voor de som van elf miljard goudmark aan de winnaars van de Eerste Wereldoorlog. De economische wereldcrisis en de constante afvloeiing van kapitaal door de herstelbetalingen (ongeveer een jaarlijks bedrag van 660 miljoen Reichsmark) drukten behoorlijk op de staatsspoorwegen. Pas in 1931 werden de staatsspoorwegen verlost van de financiële verplichtingen door het verdrag van Lausanne.
De Duitse spoorwegmaatschappij probeerde in deze tijd door het aantrekken van nieuwe voertuigen het heterogene voertuigenpark te rationaliseren en zo ontstond in 1925 het programma met Einheitslokomotiven. In 1928 werd de Eisenbahn-Bau- und Betriebsordnung (EBO) afgekondigd, waarin de toestand van de spoorweginstallaties werd geregeld "voor alle spoorwegen die worden gebruikt voor openbaar vervoer in Duitsland".
Met de wet die de nieuwe machtsverhouding regelde tussen Duitse centrale bank en de Deutsche Reichsbahn van 10 februari 1937, viel de Deutsche Reichsbahn weer onder soeverein recht.

#### De relatie met de Oostenrijkse spoorwegen
Op 11 juli 1939, na de Anschluss in 1938, werd de wet „Gesetz über die Deutsche Reichsbahn“ afgekondigd. In artikel 1 staat:
Het rijk exploiteert onder de naam Deutsche Reichsbahn het vermogen van de staatsspoorwegen als een bijzonder vermogen van het rijk met een eigen administratie en boekhouding.
in artikel 1 paragraaf 2:
(a) Tot het vermogen van de Reichseisenbahn behoren ook de Oostenrijkse federale activa die tot 17 maart 1938 door de maatschappij "Österreichische Bundesbahnen" werden beheerd en de activa van de economische instelling "Österreichische Bundesbahnen" met inbegrip van alle publieke en particuliere rechten en verplichtingen van deze twee activa, die op grond van het decreet van 17 maart 1938 (Reichsgesetzbl. I S. 252) aan het vermogen van de Reichseisenbahn worden overgedragen.
(b) De spoorwegen en hun nevenactiviteiten in de Sudeten-Duitse gebieden, voor zover zij overeenkomstig het decreet van 19 oktober 1938 (Reichsgesetzbl. I p. 1446) deel gingen uitmaken van het vermogen van de Rechseisenbahn, en de tot dan toe staatsspoorwegen en hun nevenactiviteiten in het Memelland.

#### Bestuur van de spoorwegen
Van 1920 tot 1924 lag het bestuur van de spoorwegen bij de betreffende minister van infrastructuur (Reichsverkehrsminister). De diverse afdelingen van het ministerie dan wel de staatssecretarissen regelden de dagelijkse leiding. Met de oprichting van de Deutschen Reichsbahn-Gesellschaft werd de leiding van de spoorwegmaatschappij overgedragen aan de nieuw gecreëerde functie van directeur-generaal. Deze werd ondersteund door verschillende bestuursleden.
De eerste directeur-generaal van de Reichsbahn van 1924 tot 1926 was de vroegere minister voor verkeer Rudolf Oeser. Zijn opvolger was in 1926 Julius Dorpmüller, die vanaf 1937 deze functie combineerde met de functie van minister voor verkeer. Het samenvoegen van beide functies werd in het Reichsbahngesetz van 11 juli 1939 formeel geregeld. In artikel 3 staat:
(1) De leiding over de Deutsche Reichsbahn heeft de minister voor verkeer. In deze functie is hij directeur-generaal van de Deutsche Reichsbahn. Hij is in deze functie verantwoordelijk voor het beheer van de Deutsche Reichsbahn.
(2) Hij wordt hierbij ondersteund door de staatssecretaris van het ministerie voor verkeer (vervangende directeur-generaal) en de secretaris-generaal (hoogste ambtenaar) van het ministerie voor verkeer (bestuursleden).
Dorpmüller bleef tot aan het einde van het Derde Rijk minister voor verkeer en directeur-generaal van de Reichsbahn.
| Lengte van trajecten van alle spoorlijnen in Duitsland | |
| | Jaar Lengte in km 1835 1840 1845 1855 1860 1865 1875 1885 1895 1900 1905 1912 1920 1929 1945 1976 1985 2005 6 548 2300 8289 11660 14690 27930 37650 45560 51000 56980 58297 53660 54059 49313 43247 41112 ~38000 |
| Opmerking: Diagram en tabel houden rekening met de historische ontwikkeling van Duitsland. De Duitse Bond had een andere uitbreiding dan het Derde Duitse Rijk en na beide wereldoorlogen werden uitgebreide gebieden afgestaan aan de buurlanden, wat natuurlijk ook invloed had op het spoorwegnetwerk. De tijd gedurende beide wereldoorlogen met de omvangrijke annexaties door Duitsland werd compleet overgeslagen. | |
| Jaar | Lengte in km |
| 1835 1840 1845 1855 1860 1865 1875 1885 1895 1900 1905 1912 1920 1929 1945 1976 1985 2005 | 6 548 2300 8289 11660 14690 27930 37650 45560 51000 56980 58297 53660 54059 49313 43247 41112 ~38000 |

Zijn vervanger Albert Ganzenmüller (1905–1996) is de enige voormalige directeur van de Reichsbahn tegen wie op grond van zijn medewerking aan de Jodenvervolging een strafzaak werd geopend voor hulp aan en aanzetting tot (massa-)moord. De strafzaak werd niet afgerond omdat Ganzenmüller vanaf 1973 tot aan zijn dood als ontoerekeningsvatbaar werd verklaard.

### Overgangstijd 1945 tot 1949
In 1945 nemen de bezettingsmachten de exploitatie van de spoorwegen over binnen de respectievelijke bezettingszones. Van één uniforme Duitse Reichsbahn was geen sprake meer. Door de opdeling in vier bezettingszones ontstonden tussen 1945 en 1949 meerdere overgangsregelingen.
Met de vorming van de Brits-Amerikaanse zone ontstond in 1946 de „Hauptverwaltung der Eisenbahn des amerikanischen und britischen Besatzungsgebiets“ in Bielefeld, die in 1947 werd hernoemd naar „Deutsche Reichsbahn im Vereinigten Wirtschaftsgebiet“ en vervolgens verhuisde naar Offenbach am Main. Na de oprichting van de Bondsrepubliek Duitsland op 7 september 1949 werd deze hernoemd naar de „Deutsche Bundesbahn“ en hier werd in 1952 ten slotte de tot dan toe nog zelfstandige „Betriebsvereinigung der Südwestdeutschen Eisenbahnen“ uit de Franse bezettingszone aan toegevoegd.

### De Deutsche Bundesbahn van 1949 tot 1994
Als gevolg van de Duitse deling werden 47 trajecten tussen West- en Oost-Duitsland opgeheven. Op grond van de overheidsverplichting om gevluchte of verdreven spoorwegmedewerkers uit het oosten in dienst te nemen, had de Deutsche Bundesbahn aan het einde van 1949 ongeveer 539.000 medewerkers in dienst, dat is ongeveer een vijfde meer dan dat er nodig waren. De derde klasse, ook wel de houten klasse genoemd, werd in 1956 afgeschaft. Hoewel formeel de voormalige eerste klasse werd afgeschaft en de oude tweede en derde klasse na enkele cosmetische verbeteringen (waaronder de vervanging van de houten banken) werden opgewaardeerd. In 1960 werd vrijwel gelijktijdig de 1000ste elektrische locomotief en de 1000ste diesellocomotief in bedrijf genomen, terwijl er toen ook nog steeds 7250 stoomlocomotieven werden ingezet.
Ondanks dat het spoor in de drie westelijke bezettingszones (Bundesrepublik Deutschland) tot ver in de jaren zestig het belangrijkste vervoersmiddel was, lukte het niet om uit de rode cijfers te komen. Het staatsbedrijf moest al vanaf het begin aan de ene kant het hoofd bieden tegen de opkomende motorisering van de bevolking en de andere kant de kosten dragen voor de wederopbouw van de in de oorlog vernietigde spoorlijnen. Het gevolg van deze concurrentiestrijd was de opheffing van talrijke onrendabele lokale spoorwegen in vooral de jaren 60 en 70. In deze periode werden maar weinig nieuwe trajecten gebouwd en in bedrijf genomen. Aan de andere kant, in vergelijking met andere Europese landen (en in het bijzonder Groot-Brittannië), lukte het wel om een groot deel te behouden en dat geldt ook voor de niet zo goed renderende lijnen. Ook werd het netwerk steeds verder geëlektrificeerd, terwijl op andere plekken (DDR, Denemarken, VK, Ierland) voornamelijk voor dieseltractie werd gekozen.
In 1977 had het geëlektrificeerde spoornetwerk een lengte van 10.000 kilometer. In datzelfde jaar werden de laatste stoomlocomotieven uitgerangeerd en werden alle locomotieven vervangen door elektrische- en diesellocomotieven. Bij het goederenvervoer werd het treinvervoer van stukgoederen volledig gestopt nadat de trein de concurrentiestrijd met de vrachtwagen had verloren. Tegelijkertijd liep het transport van bulkgoederen zoals kolen en ijzererts ook terug, waardoor een groot aantal rangeerterreinen werden stilgelegd.
Vanwege de logge bureaucratische besturing van het staatsbedrijf en door de concurrentie met andere verkeersmiddelen steeg de schuldenberg van de spoorwegen van 10 miljard DM in 1963 naar 30 miljard DM in 1978. Door het optimalisatieprogramma DB 90 zou de concurrentiepositie van het bedrijf moeten verbeteren. In 1985 was de Deutsche Bundesbahn nog de derde grootste werkgever in de Bondsrepubliek Duitsland en had 322.383 mensen in dienst.
Als gevolg van de Duitse deling was er nog nauwelijks verkeer tussen West-Duitsland en Berlijn. Voor het vervoer tussen West-Berlijn en West-Duitsland reden er speciale 'interzonale treinen', die vergrendeld in Oost-Duitsland reden en daar nergens mochten stoppen. De spoorverbindingen tussen West-Duitsland en Oost-Duitsland die er nog waren werden verwaarloosd en kregen nauwelijks investeringen. Daarentegen in West-Duitsland miste men goede Noord-Zuidverbindingen voor veranderende spoorverkeer binnen West-Duitsland die hoofdzakelijk Noord-Zuid georiënteerd was. De eerste hogesnelheidslijn in Duitsland was Hannover - Würzburg (geopend in 1991) die dicht bij de Oost-Duitse grens aangelegd werd.
Na de val van de muur in 1989 werd de hoogste prioriteit gegeven aan het herstel en verbetering van de spoorverbindingen met Oost-Duitsland.

### De Deutsche Reichsbahn (DR) van 1949 tot 1994
De naam Deutsche Reichsbahn (DR) werd eerst gebruikt voor de staatsspoorwegen in de Sovjet-bezettingszone en vanaf 1949 voor de staatsspoorwegen van de Duitse Democratische Republiek (DDR). Reden hiervoor was dat de exploitatierechten in Berlijn volgens een stilzwijgende afspraak tussen de vier bezettingsmachten bij de Deutsche Reichsbahn lagen. Met een nieuwe naam zouden deze exploitatierechten in het westen van de stad komen te vervallen. De DR hield de exploitatierechten vanaf 1 september 1945 door bevel nr. 8 van de Sovjet Militaire Administratie in Duitsland (SMAD). De transportafdeling van de SMAD had nog een lange tijd de zeggenschap over de Deutsche Reichsbahn.
In het kader van de nationalisatie in de DDR nam het spoorwegbedrijf ook al vast alle particuliere spoorlijnen over. Aangezien er maar weinig burgers over eigen vervoersmiddelen beschikten, waren de spoorwegen heel erg belangrijk voor de mobiliteit in de DDR. Zo werden er meer goederen vervoerd door de DR, dan op het twee keer zo grote spoornetwerk van de Deutsche Bundesbahn (DB). In 1986 haalde de Deutsche Reichsbahn een vervoersniveau voor het goederenvervoer van 86% (rekening houdend met de gehele transportroute en voor alle vervoerde goederen). Bij het reizigersvervoer werden gematigde vervoerstarieven vastgesteld. De treinen hadden een maximale snelheid van 120 km/u, dit had ook te maken met het grote aandeel van het langzamere goederenvervoer op het spoor. Plannen om de maximale snelheid te verhogen naar 160 km/u bleken niet economisch haalbaar. De stations en spoorterreinen van de DR werden beschermd door de transportpolitie, een onderdeel van het ministerie van binnenlandse zaken.
In opdracht van de SMAD moesten alle installaties die nodig waren voor de elektrische bedrijfsvoering gedemonteerd worden en als herstelbetaling aan de Sovjet-Unie overgedragen worden. Daarom bestond het geëlektrificeerde spoornetwerk uit een paar lokale gelijkstroomlijnen met een lengte van in totaal 38,5 km en uit de Berlijnse tramlijnen met een lengte van 252 km. In het begin van de jaren 50 werd begonnen met het opnieuw elektrificeren van het netwerk. De openingstrein reed op 1 september 1955.
Ondanks het belangrijke economische belang als vervoersmiddel werd het spoornetwerk decennia lang verwaarloosd. De bovenbouw was gedeeltelijk in slechte staat door de intensief gebruikte enkelsporige trajecten, omdat het tweede spoor werd gedemonteerd door de SMAD en diende als herstelbetaling voor de Tweede Wereldoorlog. Pas vanaf de midden jaren 70 werden de bijdragen voor onderhoud verhoogd. De overstap naar betonnen dwarsliggers bleek een kostbare misstap, omdat de liggers vanwege een fout in de betonmix na een paar jaar vanwege betonrot al uit elkaar vielen.
Procentueel aandeel van de verschillende soorten tractie bij de Deutsche Reichsbahn (1974)
De DR koos voor diesellocomotieven om de stoomlocomotieven te vervangen. Vanwege de steeds stijgende olieprijzen cq. teruglopende olie-importen werd de elektrificatie vanaf 1975 versneld doorgevoerd omdat stroomleveringen onafhankelijk waren van de buitenlandse crises en continue geleverd konden worden door de eigen binnenlandse bruinkool-elektriciteitscentrales.
De lengte van het netwerk was in 1979 14.164 km, daarvan was maar 1.621 km geëlektrificeerd en bestond 290 km uit smalspoor. In 1988 staakte de DR, tien jaar na de Deutsche Bundesbahn, ook het gebruik van stoomlocomotieven op het normaalspoor. Alleen op de DR-smalspoorlijnen bleef de stoomlocomotief in gebruik vanwege het historisch belang en voor de toeristen en vanwege het gebrek aan passend materieel. Diesellocomotieven werden voornamelijk ingezet, de elektrificatie werd echter steeds belangrijker.
In West-Berlijn had de DR de exploitatierechten voor de staatslijnen en daarom ook voor de exploitatie van de S-Bahn van Berlijn. Ondanks organisatorische moeilijkheden na de bouw van de Berlijnse Muur in 1961 werd de exploitatie door de DR voortgezet. De leiding van de DDR leek het wel handig om een legale vestigingsplaats te hebben in West-Berlijn, die indirect ook ingezet kon worden voor activiteiten buiten de spoorwegen. Omdat de Deutsche Reichsbahn haar eigen transportpolitie inzette ter bescherming van de terreinen hadden de autoriteiten van West-Berlijn maar een beperkte toegang tot deze terreinen. De DDR wilde propaganda voeren door middel van de vervoerstarieven voor de S-Bahn en bekritiseerden de tarieven van het westelijke BVG metrobedrijf als kapitalistisch georiënteerd. Tegelijkertijd boycotte een groot deel van de West-Berlijnse bevolking de S-Bahn. Na een staking door West-Berlijnse medewerkers legde de DR begin 1980 een groot deel van het West-Berlijnse S-Bahn stil. Tegelijkertijd verklaarde de DR dat ze wilden onderhandelen over een overdracht van de S-Bahn. In 1984 nam de West-Berlijnse BVG de exploitatierechten voor de S-Bahn in West-Berlijn over, de exploitatie van de stations voor internationaal treinverkeer en het goederenvervoer bleven echter tot aan de oprichting van de Deutschen Bahn AG in handen van de Reichsbahn.
Op 1 januari 1994 werd de DR in het kader van de Duitse Hereniging samen met de Deutsche Bundesbahn en het spoorwegvermogen van de bond, door middel van een inschrijving in het handelsregister van Berlijn-Charlottenburg op 7 januari omgevormd naar het nieuwe spoorwegbedrijf Deutsche Bahn AG. Ter voorbereiding op de samenvoeging van de beide Duitse staatsspoorbedrijven volgde een massale inkrimping van personeel.

### De Deutsche Bahn AG vanaf 1994
Aangezien de staatsspoorbedrijven klaarblijkelijk niet te hervormen waren, in 1993 had de DB een verlies van 9,4 miljard mark en de DR een verlies van 6,1 miljard mark, werden beide staatsbedrijven ondergebracht in een naamloze vennootschap. De Bondsraad stemde in navolging van de Bondsdag op 17 december 1993 in met de hervorming van het spoor. Op 1 januari 1994 fuseerden de Deutsche Bundesbahn en Deutsche Reichsbahn tot de geprivatiseerde onderneming Deutsche Bahn AG. Een oorspronkelijke geplande deelprivatisering beperkte zich dan wel op de regiogebieden, maar heeft toch invloed gehad op de structuur van het spoorwezen. De verandering werd door het publiek kritisch en met gemengde gevoelens bekeken. Zo werden aanbestedingen gedaan voor het regiovervoer en moest de DB Regio nu concurreren met vele andere vervoerders. Het doorgaande treinverkeer wordt op enkele uitzonderingen na door de DB Fernverkehr geëxploiteerd, waarbij het binnenlandse en buitenlandse spoorbedrijven toegestaan is om zelf interlokaal vervoer aan te bieden. Alle gebruikers van de infrastructuur van de spoorwegen betalen voor het gebruik tarieven aan het DB Netz, dan wel zelfstandige spoorlijninfrastructuurbedrijven. Over de hoogte en vorm van deze bijdragen bestaat dan weer herhaaldelijk politieke onenigheid.

## Technische ontwikkelingen

### Eerste voertuigen en de verdere ontwikkeling

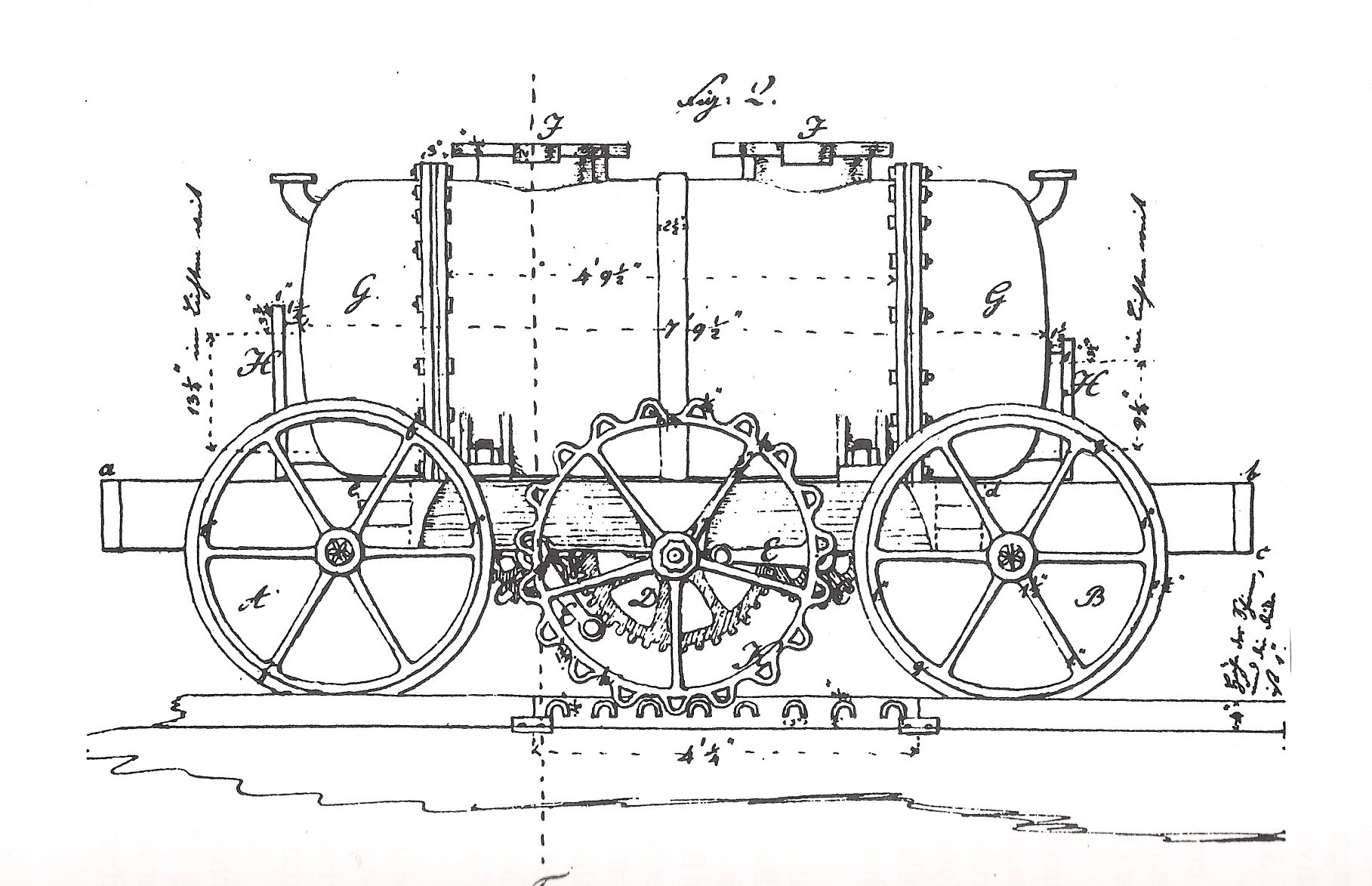
Tekening van de stoomwagen Geislautern uit 1819

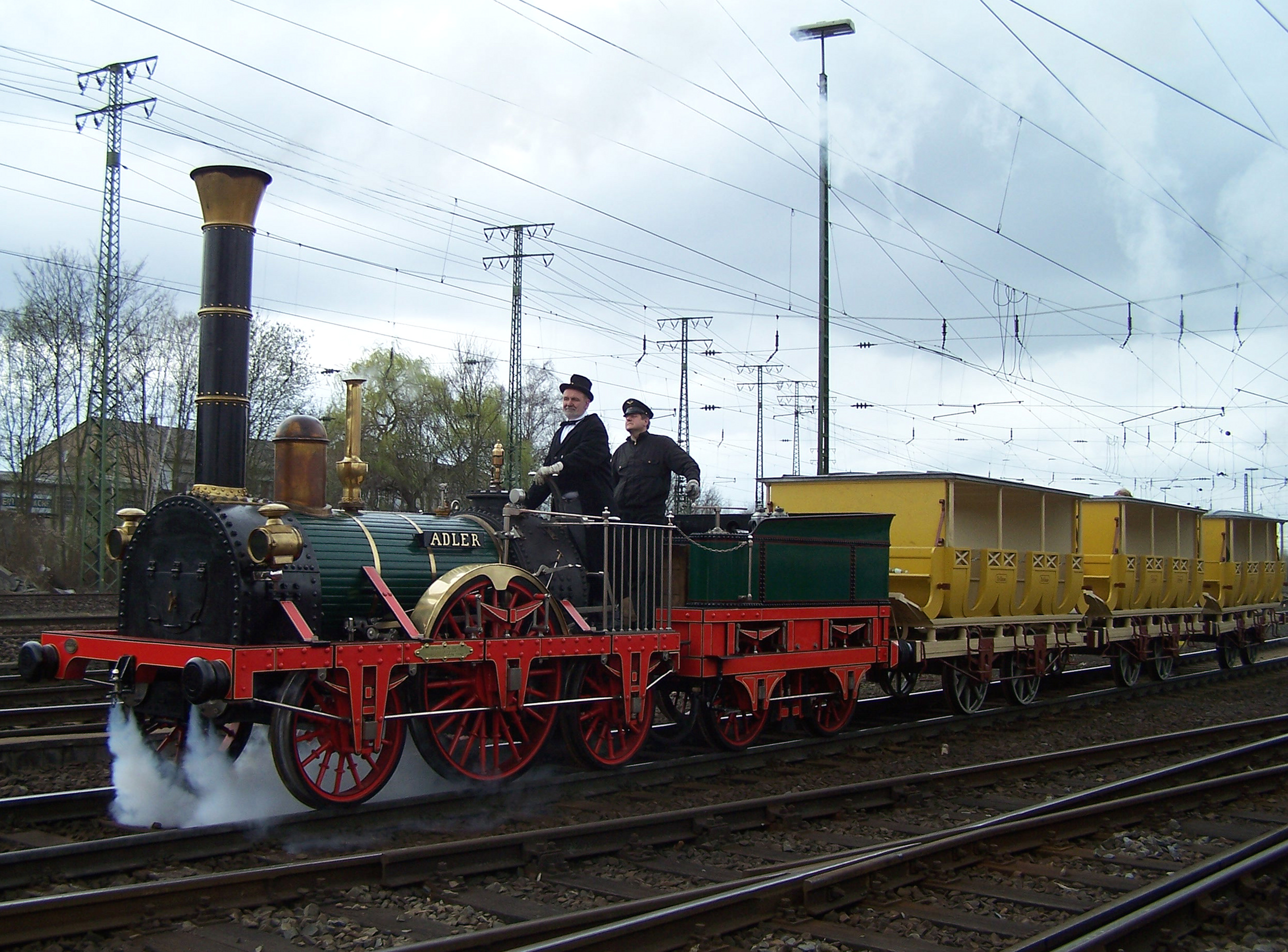
Nagebouwd model van de eerste in Duitsland gebruikte stoomlocomotief Adler van Robert Stephenson

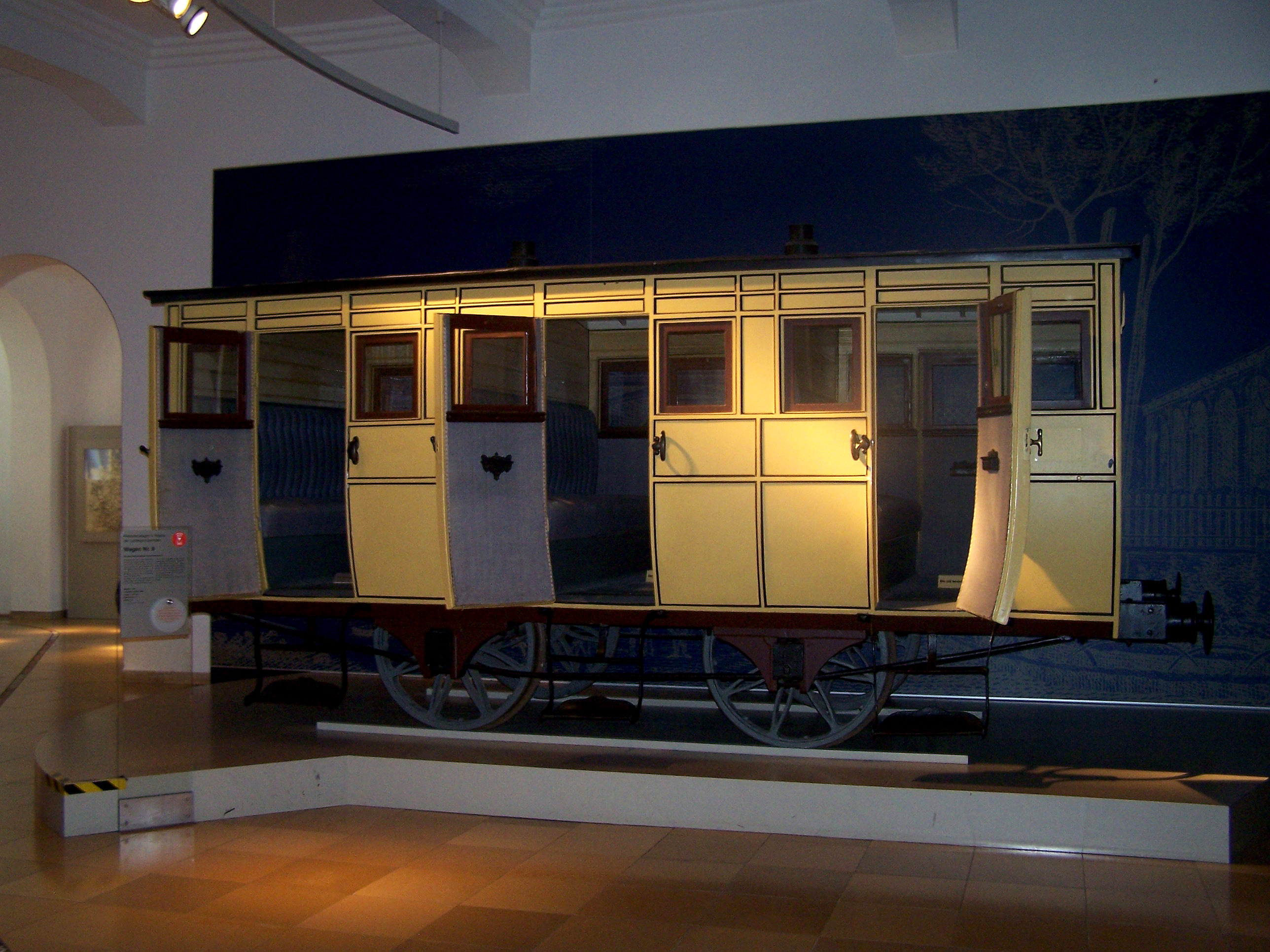
Een van de eerste personenwagons van de Beierse Ludwigsbahn uit 1835 origineel, gebouwd onder de leiding van ingenieur Paul Camille von Denis

- Johann Friedrich Krigar bouwt in 1815 in de gieterij Koninklijke IJzergieterij Berlijn (officiële naam: Königlich Preußische Eisengießerei) in Berlijn een kopie van de stoomlocomotief van John Blenkinsop voor de smelterij Königshütte (nu Chorzów) in Opper-Silezië. Bij de aankomst van de machine, in delen, op 23 oktober 1816 in Gliwice blijkt echter dat de spoorwijdte ten opzichte van het spoor te klein is. Bovendien blijkt de machine niet sterk genoeg, ook na aanpassingen en een proefrit worden geen overtuigende resultaten geboekt. De machine wordt vervolgens als een stationaire stoommachine bij een zinkgieterij gebruikt.
- Een tweede, grotere locomotief werd door de Koninklijke IJzergieterij Berlijn gebouwd voor een kolenspoorlijn in het Saarrevier in 1817 en in februari 1819 bezorgd, via Hamburg en Amsterdam over de waterweg, in Geislautern in de buurt van Völklingen. Maar ook deze locomotief voldoet, ondanks aanpassingen en proefritten op een testspoor, niet aan de verwachtingen, de locomotief blijkt niet geschikt voor exploitatie.
- In 1835 reed als eerste locomotief in Duitsland op de Ludwigseisenbahn de Adler, de 118ste machine uit de fabriek van Robert Stephenson en was van het type Patentee omdat deze serie gepatenteerd was. Deze had een '1A1' asindeling en werd voor een lange periode het standaardtype voor de Duitse spoorwegen. De eerste spoorwegrijtuigen van de Beierse Ludwigsbahn werden gebouwd onder leiding van Paul Camille von Denis.[12]
- In 1838 bouwt Johann Andreas Schubert in de machinefabriek Übigau in de buurt van Dresden, de succesvol ingezette SAXONIA met de asindeling 'B1'.
- In 1839 wordt in de Gutehoffnungshütte in Oberhausen-Sterkrade de eerste stoomlocomotief van het Ruhrgebied gebouwd, de RUHR.
- In 1840 presenteert August Borsig in Berlijn zijn eerste stoomlocomotief, de BORSIG. Deze stoomlocomotief wint in een wedstrijdrit overtuigend van de door Stephenson gebouwde locomotief.
- Voor de sneltreinen (Courirzug) vanaf de jaren 1850 met alleen coupérijtuigen introduceert de Pruisische Staatsspoorwegen in 1892 nieuwe rijtuigen met vier assen en lange gangen die compartimenten met elkaar verbinden en beschutten voor het weer (uitvinder 1817–1886). Deze nieuwe rijtuigen geven de Duitse wagons hun naam voor sneltreinen de D-Zug.
- In 1897 werden voor de Pruisische staatsspoorwegen de eerste stoomlocomotieven (een S3 en een P4) met vlampijp en oververhitter geleverd.

### Spoorwegmaterieel
| Jaar | Locomotieven Treinstel Koprijtuig | Goederenwagon Staatsspoorwegen | Goederenwagon particuliere spoorwegen | Goederenwagon Totaal | Rijtuigen |
| ---- | --------------------------------- | ------------------------------ | ------------------------------------- | -------------------- | --------- |
| 1950 | 13.700                            | 270.000                        |                                       |                      | 25.100    |
| 1990 | 8.900                             | 206.800                        |                                       |                      | 11.500    |
| 2000 | 13.700                            | 117.448                        | 64.056                                | 181.504              | 13.900    |
| 2005 | 13.200                            | 96.551                         | 64.059                                | 160.610              | 12.000    |

### Start van de elektrificatie van spoorlijnen
Duitsland had bij de ontwikkeling van de elektrische aandrijving voor spoorvoertuigen een leidende rol, waaraan vooral Werner Siemens (vanaf 1888: von Siemens) en de door hem opgerichte Siemens & Halske en de opvolgers tot aan het huidige Siemens Transportation Systems hebben bijgedragen. In Zwitserland was het in 1891 opgerichte bedrijf Brown, Boveri & Cie. AG (BBC) maatgevend voor de ontwikkeling van de elektrische spoorlijnen.
- In 1879 presenteerde Werner Siemens de eerste bruikbare elektrische locomotief op de Berlijnse industriële expositie.
- In 1884 wordt de door Siemens & Halske gebouwde eerste commerciële elektrische tram in Duitsland in gebruik genomen door de Frankfurt-Offenbacher Trambahn-Gesellschaft (FOTG). Deze tramlijn liep van de Alten Brücke in Frankfurt-Sachsenhausen naar de Mathildenplatz in Offenbach. De FOTG had een spoorwijdte van 1000 mm (meterspoor). Als stroomafnemer voor de elektrische bovenleiding werden kleine wagens met rollen gebruikt die over de leidingen liepen en achter het motorvoertuig aan gesleept werden. De beide polen van gelijkstroom-geleiding liepen door koperdraden die aan de onderkant open waren. (De FOTG maakte gebruik van een eigen energiecentrale die ook stroom leverde aan bedrijven en huishoudens in Oberrad.)
- In 1895 wordt het eerste geëlektrificeerde spoortraject Meckenbeuren–Tettnang in bedrijf genomen in Duitsland.
- In 1899 wordt op het Zwitserse spoortraject Burgdorf–Thunde een eerste locomotief voor grotere afstanden, die door BBC is gebouwd, in bedrijf genomen.
- Siemens & Halske, AEG, meerdere banken, de Pruisische overheid en andere bedrijven richten in 1899 de Studiengesellschaft für Elektrische Schnellbahnen (St.E.S.) op, om onderzoek te verrichten naar de maximumsnelheid op het elektrische spoor. Voor de praktische proeven werd het 33 km lange traject Berlin-Marienfelde–Zossen op de Militär-Eisenbahn Marienfelde–Zossen–Jüterbog in de buurt van Berlijn voorzien van een draaistroom bovenleiding met drie draden (een voor elke fase). In 1903 haalden meerdere proeftreinen snelheden van over 200 km/u, het draaistroom treinstel van AEG en Siemens zelfs 210 km/u.
- In 1904 werd voor het eerst een elektrische locomotief voor regulier spoorverkeer ingezet en voorzien van 1 fase-wisselstroom. Deze reed op de Ammergaubahn tussen Murnau en Oberammergau met een stroomspanning van 5,5V en 16 Hz.
- In 1911 werd het eerste lange afstandstraject Dessau–Bitterfeld dat was voorzien van 1 fase wisselstroom in bedrijf genomen. (Stroom met 15 V, 16 2/3 Hz – vanaf 1995: 16,7 Hz)
- Het Pruisische spoorwegbedrijf Altona bouwde in 1907 een bovenleiding voor de Hamburg-Altonaer Stadt- und Vorortbahn. Hiervoor werd 1 fase wisselstroom gebruikt met een stroomspanning van 6,6 V en een frequentie van 25 Hz. De eerste elektrisch aangedreven treinen bestonden uit twee gemotoriseerde rijtuigen met een strakke schroefkoppeling. Na 1934 ontstond hieruit de S-Bahn van Hamburg.[15] Op 8 augustus 1924 werd voor het eerst elektrisch gereden op de Berlijnse Stadtbahn.

Het begin van elektrische exploitatie
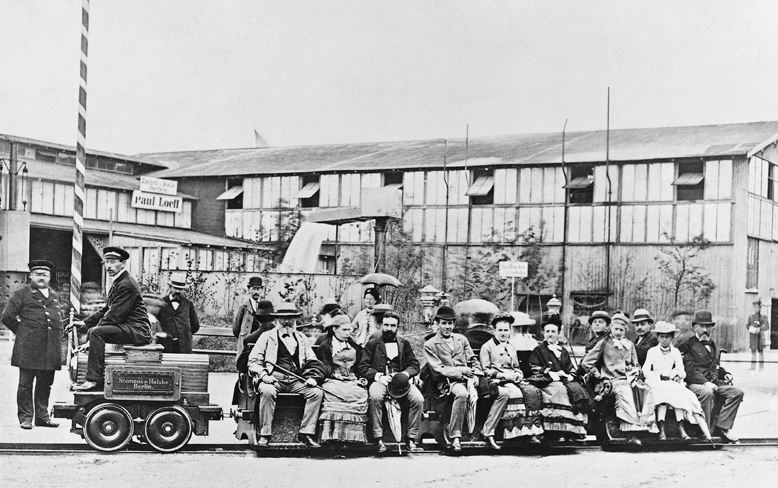
Elektrische tentoonstellingsspoor van Siemens (1879)
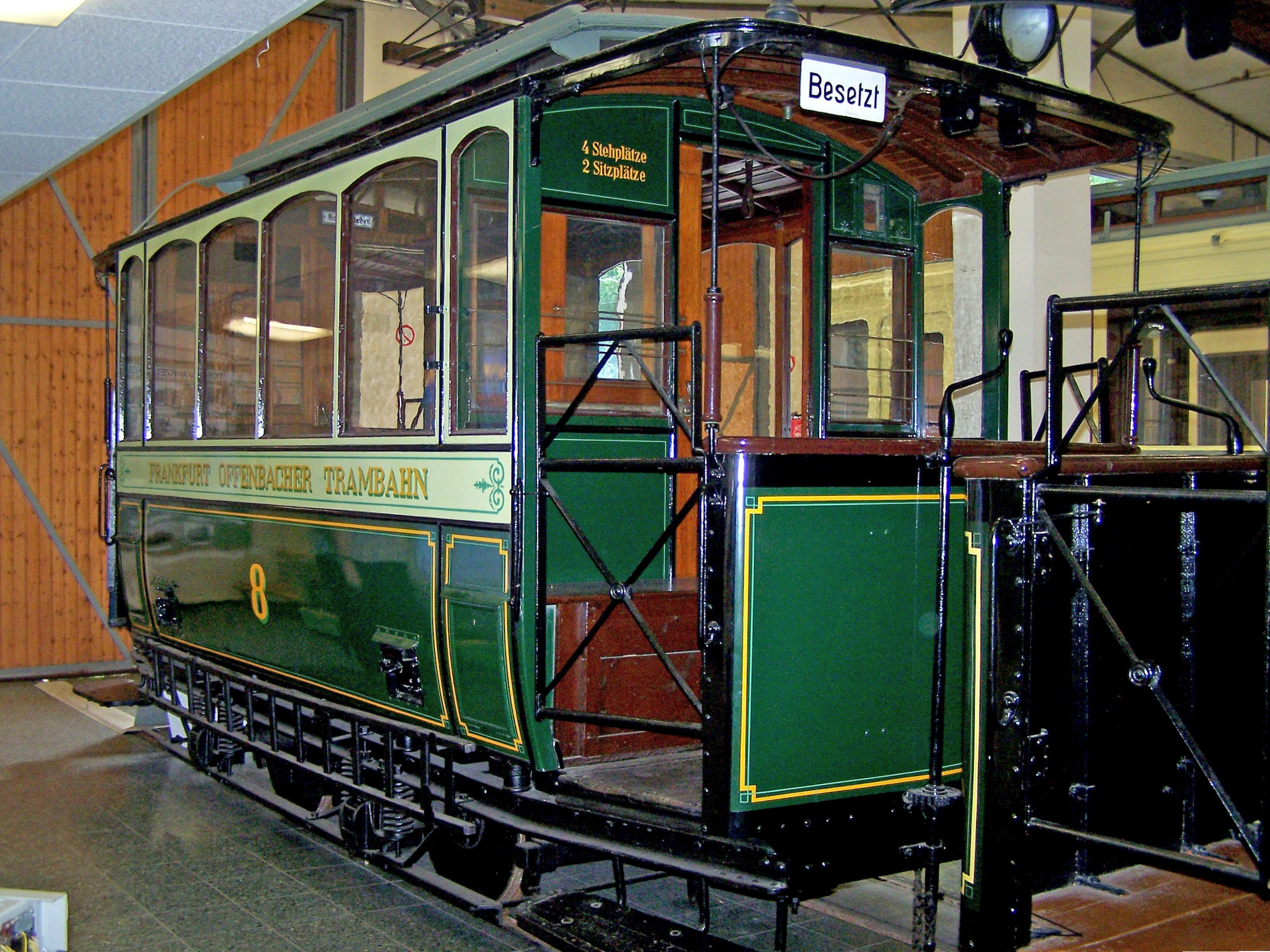
Het oudste behouden elektrisch treinstel van de Frankfurt-Offenbacher Trambahn-Gesellschaft(FOTG) (1884)
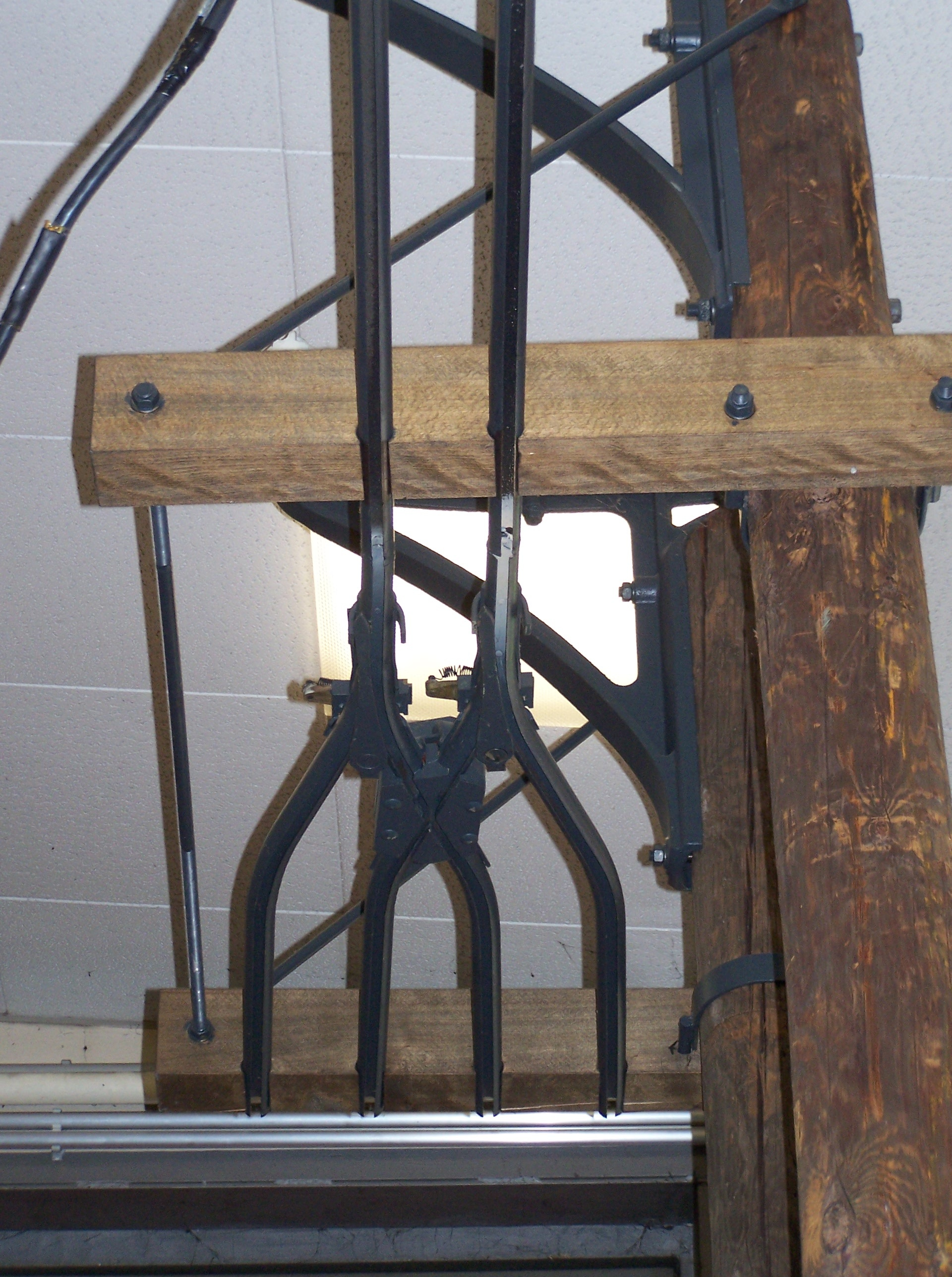
Wissel met bovenleiding van de FOTG in het Verkeersmuseum Frankfurt am Main (1884)
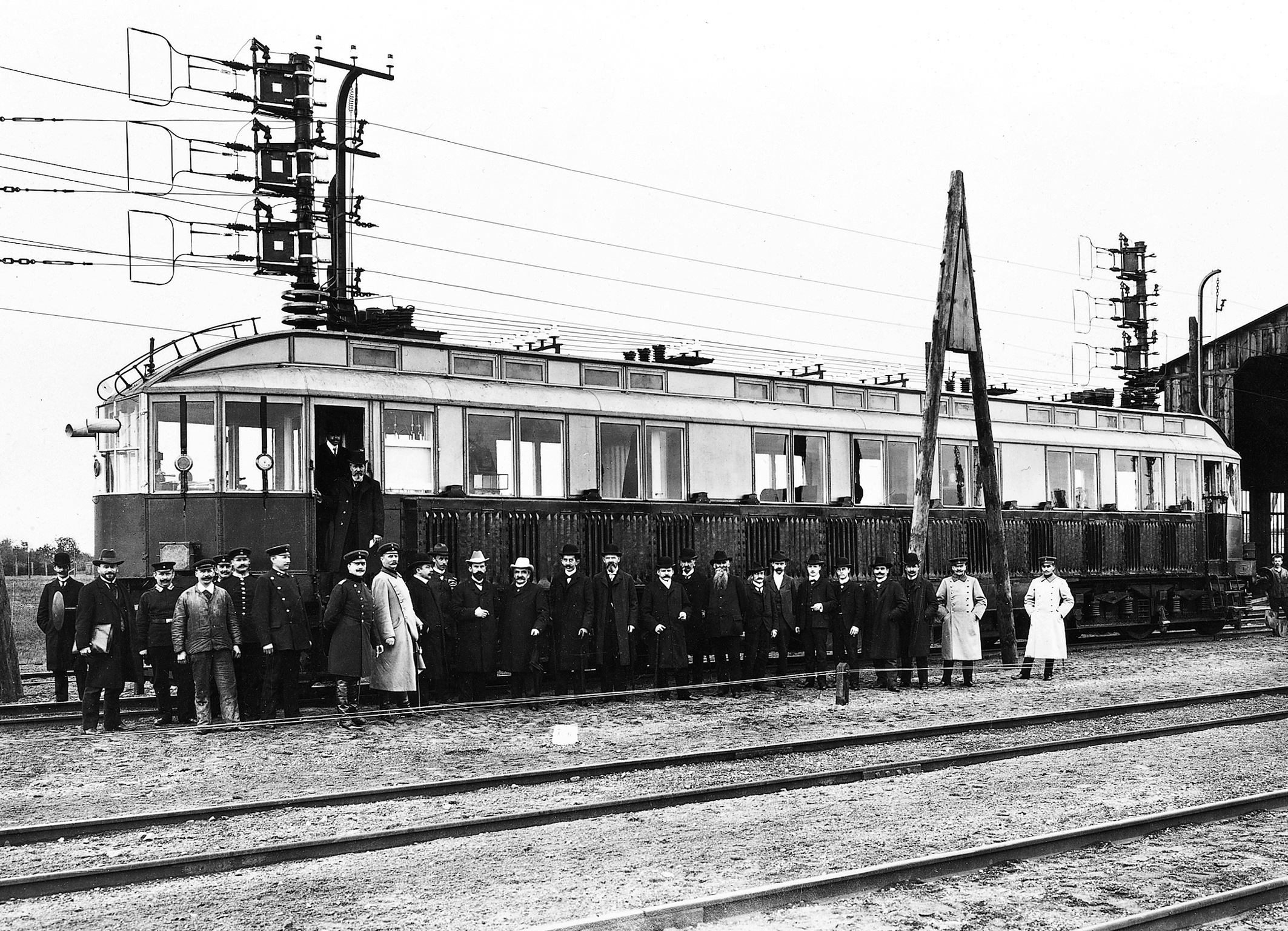
Siemens trein met draaistroom (1903)
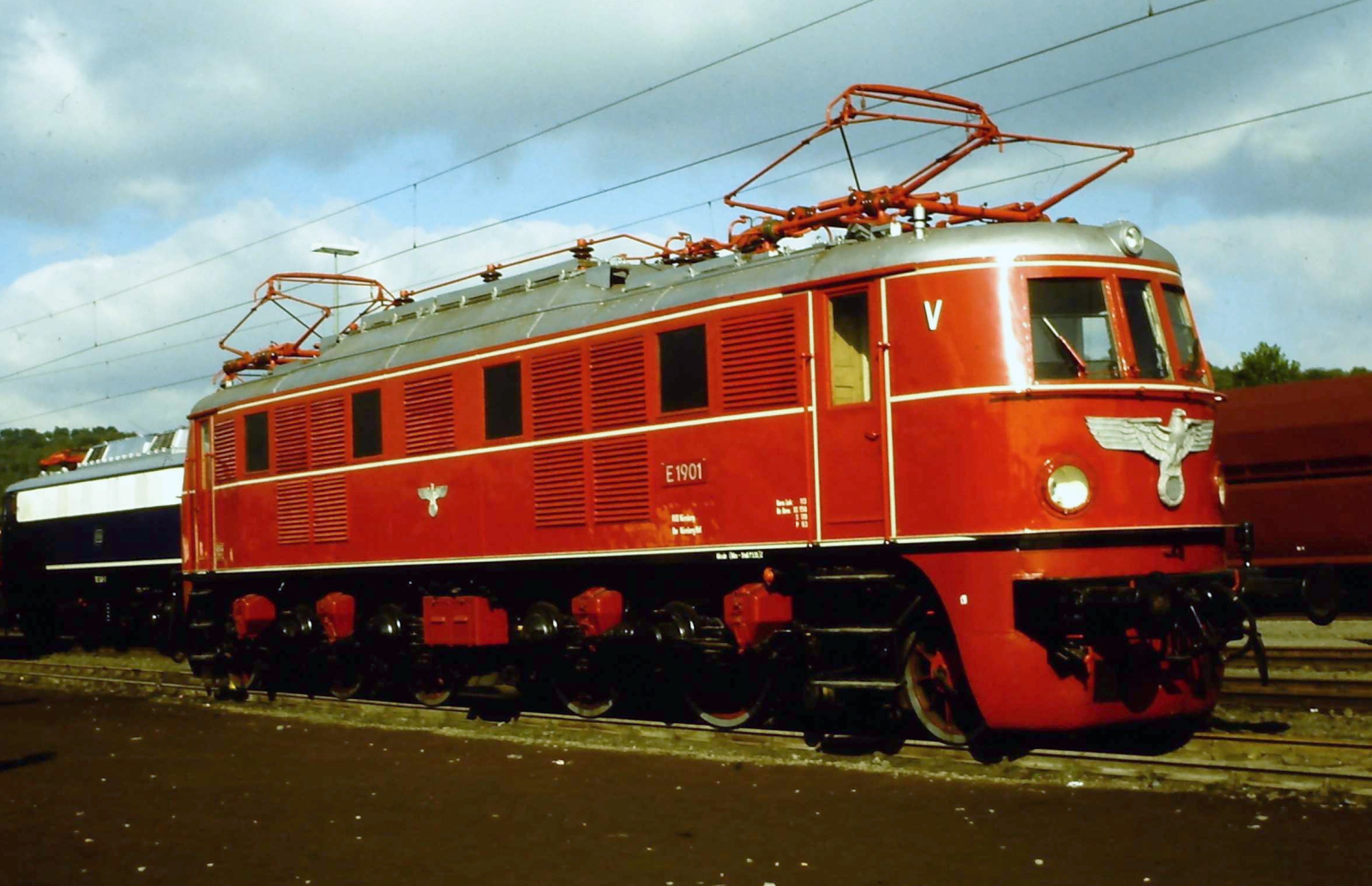
Locomotief E 19 van de Deutsche Reichsbahn

### 1925: Die Einheitsdampflokomotiven, de standaardstoomlocomotief
Na de samenvoeging van de regionale spoorwegbedrijven tot de Deutsche Reichsbahn, had het nieuwe spoorwegbedrijf de beschikking over meer dan 200 verschillende types stoomlocomotieven uit verschillende bouwseries. Het ongelimiteerd inzetten van de locomotieven over het hele netwerk was daardoor erg beperkt en het onderhoud werd bemoeilijkt doordat heel veel verschillende onderdelen in voorraad gehouden moesten worden.
Daar bovenop kwam dat, door de buitengewoon omvangrijke herstelbetalingen als gevolg van de Eerste Wereldoorlog, het voertuigenpark van de Duitse spoorwegen onafhankelijk van types, aanmerkelijk gekrompen was. Hierdoor ontstond de behoefte aan nieuwbouw en heel toepasselijk ook een behoefte aan standaardisatie van het nieuwe materieel. Economische argumenten en de bedoeling, de hoofdlijnen te standaardiseren voor een aslast van 20 ton, zorgden ervoor dat niet de beproefde types van de regiolijnen als standaardbouwtype voor het hele land gebruikt zouden worden, maar dat een nieuw type locomotief ontwikkeld werd. Zo ontstonden de Einheitslokomotiven van de Deutsche Reichsbahn, waarvan de eersten in 1925 gebouwd werden. In de nasleep van de oorlog had de Reichsbahn echter nog in het groot locomotieven van regiolijn-bouwseries gekocht. Het doel was om het verlies aan locomotieven, die als herstelbetaling volgens de wapenstilstand van Compiègne aan de geallieerden waren overgedragen, op te vangen en om werk te genereren in de industrie. Door de oplopende inflatie was het mogelijk voor de Reichsbahn om verhoudingsgewijs goedkoop aan locomotieven te komen. Het gevolg was dat standaardlocomotieven eerst in kleine aantallen werden aangeschaft en dat de beoogde kostenbesparing niet gehaald werd en het aantal types zelfs nog groter werd. Pas tegen het einde van de jaren 30 kon de Reichsbahn, vanwege de bewapening voor het Derde Rijk, het aantal standaardlocomotieven aanzienlijk te verhogen.

### De standaard elektrische locomotief en elektrificatie bij de Deutsche Bahn (DB)
Na de Tweede Wereldoorlog had de Bondsrepubliek Duitsland voorlopig genoeg elektrische locomotieven voor de exploitatie van het Zuid-Duitse spoornetwerk. In 1950 besloot de Bundesbahn twee basistypen voor de uitbreiding aan te schaffen, een zes-assige goederenloc op basis van bouwserie DR E94 en een multifunctionele locomotief die gebaseerd is op de DR-bouwserie E44. De cabines zouden zo gebouwd moeten worden dat de machinist zijn werk zittend zou moeten kunnen uitvoeren. Vanaf 1952 leverden alle locomotieffabrieken in Duitsland van naam eerst 5 proeflocomotieven uit de bouwserie E10.0.
Uit het proefprogramma bleek dat 2 locomotieftypen niet voldoende zouden zijn om aan de eisen te kunnen voldoen. Het herziene programma bestond uit
- een snelle locomotief type E10 (bouwserie 110) voor de lange afstanden met een maximale snelheid van 150 km/u
- een goederenlocomotief type E40 (bouwserie 139/140) met een maximale snelheid 110 km/u die vergelijkbaar was met de E10 maar dan met een andere transmissie waardoor deze een hogere trekkracht had.
- de locomotief voor regionaal verkeer type E41 (bouwserie 141), deze had minder trekkracht met een maximale snelheid van 120 km/u en
- de zware goederenlocomotief type E50 (bouwserie 150) met een maximumsnelheid van 100 km/u.

Alle locomotieven in het programma werden volgens de vastgestelde standaard constructieregels gebouwd. De draaistellen zijn gelaste constructiekasten met draaipennen. Bij het type E50 hebben deze drie assen (met a-symmetrische as plaatsing voor een betere loop), anders hebben ze 2 assen. Het eveneens gelaste koetswerk van de locomotieven verschilt onderling alleen nog door de lengte en plaatsing van de zijruiten en beluchtingsroosters. Het frame steunt op de schroefveren en rubber op het draaistel.
Later werden modificaties uitgevoerd; vooral aan het type E10.12 om de maximale snelheid te verhogen naar 160 km/u (eerst serie 112, tegenwoordig serie 113/114/115). Type E10.3 gebruikt de carrosserie van de E 10.12 met een naar buiten stekende vouw op de kop.
De opvolger van type 110 werd de DB-serie 111 met een vergelijkbare prestatie maar met een sterkere aandrijving en met een hogere maximumsnelheid van 160 km/u. De opvolger van serie 150 (DB-serie 151) moest een maximumsnelheid van 120 km/u halen.
In de jaren 60 werd elektrificatie van het spoornetwerk opgevoerd. De omvang van het geëlektrificeerde netwerk was in 1963 gegroeid naar 5000 km.
In 1977 staakte Deutsche Bundesbahn in de Bondsrepubliek Duitsland het gebruik van stoomlocomotieven.

### Locomotieven van de Deutsche Reichsbahn (DR)

#### Diesellocomotieven

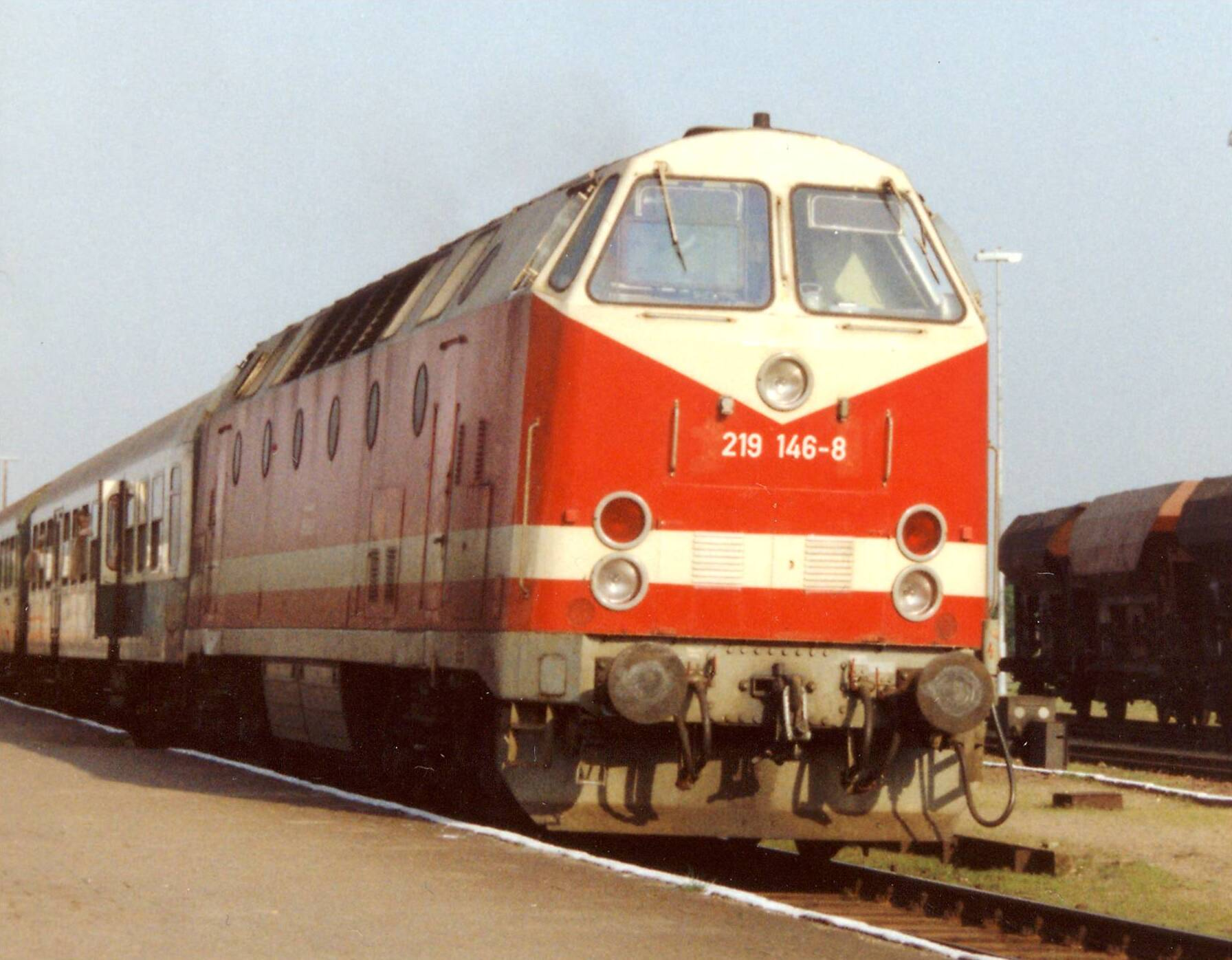
DR-serie 119

Binnen de Comecon, de Raad voor wederzijdse economische bijstand (van de communistische landen); afgekort met Comecon, werd de verantwoordelijkheid voor de bouw van zware diesellocomotieven overgedragen aan de Sovjet-Unie (vanwege de grote productiecapaciteit in Rusland). Daarom moest de bouw van diesellocomotieven van type V180 (de latere bouwserie 118) in de DDR gestaakt worden. De als vervanger uit Roemenië geïmporteerde bouwserie 119, bijnaam "U-Boot" (onderzeeër), was technisch zo ontoereikend dat deze alleen op een aanvaardbaar niveau gebracht kon worden door intensieve aanpassingen, inclusief het uitwisselen van motoren. De eerste generatie Russische diesellocomotieven, type V200 (bouwserie 120), gaf zo veel lawaai dat deze in de volksmond de naam "Taigatrommel" kreeg. De elektrificatie in de DDR verliep tot in de jaren 70 heel langzaam en om het proces te versnellen werden talrijke Russische diesellocomotieven van bouwseries 130 tot 142 aangeschaft.

#### Elektrische locomotieven
Het programma voor de bouw van de elektrische locomotieven in het VEB Lokomotivbau Elektrotechnische Werke (LEW) „Hans Beimler“ in Hennigsdorf was succesvol met onder andere de bouwseries 211, 242, 243 en succesvol met de 6-assige bouwserie 250 voor het zware goederenvervoer. De nieuwere bouwserie 243 uit de jaren 80, met een maximumsnelheid van 120 km/u wordt ook nu nog talrijk ingezet voor het lokale verkeer, dit geldt ook nog voor de gelijktijdig ontwikkelde bouwserie 212.

### Spoorwegbeveiliging en treinbeveiliging
In Duitsland werd in 1867 het eerste seinhuisje, van waaruit de seinen en wissels op afstand en centraal bediend konden worden, in gebruik genomen in Stettin. De post, van de firma Saxby & Farmer, had destijds nog een klassieke beveiliging met hefbomen die onderling gekoppeld waren. Saxby & Farmer introduceerden in 1874 pas mechanische vergrendelingen in de seinhuizen. Voor de Duitse spoorwegen ontwikkelden de bedrijven Bruchsal, Jüdel en Zimmermann & Buchloh eigen bouwsystemen met onderling verbonden hefbomen die met verschillende stappen een complete wisselstraat vormden. Deze systemen werden door anderen onder licentie gebouwd of met gemodificeerde onderdelen nagemaakt.
De machinefabriek Bruchsal van de ingenieuren Schnabel en Henning, introduceerde verticale grendels en experimenteerde met diverse krukassen om de wisselstraat te kunnen bedienen. De grote hoeveelheid aan verschillende seinhuizen, die meestal niet aan elkaar te koppelen waren, leidde met name bij de grote spoordirecties, die zelf al uit talrijke kleinere spoorbedrijven waren ontstaan, tot grote problemen bij de instandhouding. Onder leiding van de Pruisische staatsspoorwegen werd daarom aan het begin van de twintigste eeuw begonnen met standaardisering. Op basis van het bouwsysteem van Jüdel ontwikkelde het bedrijf de mechanische standaardvergrendeling. Nadat in 1911 vijf proefopstellingen in het westen van Berlijn zich hadden bewezen verklaarde men in 1915, met enkele aanpassingen en op basis van praktijkervaringen, deze bouwtypes als standaard voor het hele rijk. Tot het midden van de jaren 20 werden daarnaast nog oude installaties gebouwd om het nog bestaande materieel te kunnen gebruiken. De standaardseinhuizen werden vervolgens geleverd door alle bouwbedrijven voor seinhuizen. In 1928 ontstond door de fusie van vele seinbedrijven de Vereinigten Signalwerke, die tegenwoordig nog bestaan als onderdeel van Siemens. De beveiliging van het spoor werd in zekere zin door de blokken van het bedrijf Siemens & Halske bewerkstelligt, deze regelde door mechanische vergrendeling de vrijgave van het blok van het ene eindstation op het andere station en bepaalde op deze manier de samenhang tussen de uitrijseinen.
Het eerste bouwsysteem voor serieproductie van mechanische seinhuizen ontstond in 1896. De buiteninstallaties waren hier dan wel elektrisch en daarmee was menselijke kracht niet nodig, maar de verbindingen tussen de installaties werden nog wel mechanisch bediend. In 1912 werd een standaardbouwsysteem vastgesteld, met tussenstappen van de bouwregels in 1901 en 1907, en werd de ontwikkeling van het 1-rijhefboomsysteem daarmee afgesloten. Vanaf 1943 werd de beveiliging door middel van gekleurde schijven vervangen door lampen (E43). Hefboomsystemen van 2 en 4 rijen, die vanaf de jaren 20 werden ontwikkeld, werden echter niet massaal geïnstalleerd.
Na de Tweede Wereldoorlog lag de prioriteit bij de opbouw en reparatie van de oude installaties. De relaistechniek en de telecommunicatietechniek zorgden voor nieuwe oplossingsmogelijkheden. Bij C. Lorenz AG uit Berlijn werd een schokvrij signaalrelais ontwikkeld, waaruit nieuwe seinschakelingen ontstonden. In 1948 leverde Siemens de eerste compleet inzetbare relaisbeveiliging voor een spoorwegemplacement aan het west-Duitse spoorwegbedrijf (DB). Tot in de jaren 80 van de twintigste eeuw ontwikkelde Siemens en Standard Elektrik Lorenz (SEL) (ontstaan uit C. Lorenz en de Amerikaanse ITT Corporation), de relaisbeveiliging als standaardonderdeel van de West-Duitse Bundesbahn. Vergelijkbare techniek voor de Deutsche Reichsbahn werd sinds 1951 gebouwd door het Werk für Signal- und Sicherungstechnik Berlin. Vanaf het einde van de jaren 80 ontstonden nieuwe elektronische seinhuizen die tot een nieuwe generatie seinsystemen hebben geleid.
Een automatische noodrem, die in werking trad bij het overrijden van een stopsignaal was al in gebruik sinds de jaren 30. Deze werd door de Deutsche Reichsbahn met de naam Indusi (Induktive Zugsicherung) ingezet op hoofdroutes en later door de Deutsche Bundesbahn in het hele netwerk ingezet en ontwikkelde zich verder tot Punktförmige Zugbeeinflussung (PZB).
Sinds 1975 wordt de lijnvormige treinbeïnvloeding (LZB) ingezet bij treinen die sneller rijden dan 160 km/u. Hierbij bewaakt een controlecentrum de treinreis met een in het spoor aangebrachte lijngeleider. Via deze verbinding zendt het materieel de positie en snelheid door aan het regelcentrum. Deze berekent voor elke trein de individuele variabelen en laat de machinist via displays de beoogde snelheid en afstand tot de volgende snelheidswisseling zien. In de trein kan de naleving van de beoogde snelheid worden bewaakt.
Sinds 2001 bepaalt een richtlijn van de Europese Unie dat de nieuwe treingeleidingssystemen gestandaardiseerd worden. Het systeem heet European Train Control System (ETCS) en wordt toegepast in enkele proefinstallaties.

### Intercity en hoge snelheidstreinen

#### Vooruitgang in snelheid tot 1914
- 1903 AEG en Siemens & Halske doen snelheidsproeven met een draaistroom treinstel, de behaalde maximumsnelheid is 210 km/u.
- 1907 Een locomotief uit de bouwserie S 2/6 van de Königliche Bayerische Staatsbahn vestigt een nieuw snelheidsrecord met 154 km/u voor stoomlocomotieven.
- In 1914 groeit de rijsnelheid naar bijna 90 km/u met de D-trein. Het goederenvervoer houdt gelijke tred met de groeiende industrialisering en de spoorwegen heersen over vrijwel het gehele lange-afstand verkeer. Aan het begin van de Eerste Wereldoorlog in 1914 wordt echter het onderhoud beperkt tot noodreparaties en blijft de technische ontwikkeling achterlopen.

#### Snelverkeer in de jaren 30 van de twintigste eeuw

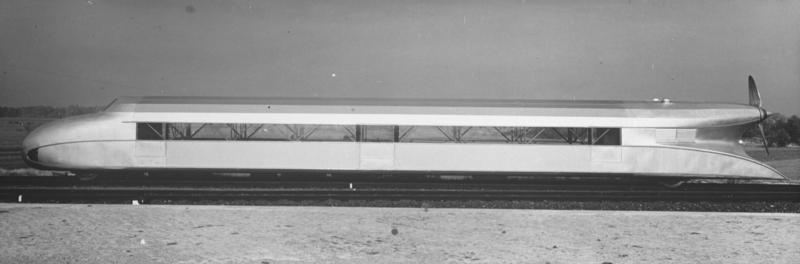
Spoorzeppelin (Schienenzeppelin) op proeftraject in oktober 1930

Met een propellerlocomotief, Schienenzeppelin, behaalde ingenieur Franz Kruckenberg op het traject Hamburg - Berlijn tijdens een proefrit op 21 juni 1931 een maximumsnelheid van 230 k/u.
Vanaf 15 mei 1933 reed de dieseltrein DR877, met de naam „Fliegender Hamburger“, van de Deutsche Reichsbahn volgens dienstregeling tussen Berlijn Lehrter en Hamburg centraal station. Voor dit traject had de trein 138 minuten nodig, een reistijd die pas weer in mei 1997 door een ICE van de Deutsche Bahn AG behaald werd. De trein had in beide delen van de locomotieven een Maybach twaalfcilinder dieselmotor aangesloten aan een gelijkstroomgenerator en aan elektrische motor met tramophanging. Met een vermogen van 2 × 410 PK (2 × 302 kW) werd een maximumsnelheid gehaald van 160 km/u. De „Fliegende Hamburger“ was het prototype voor de andere treinstellen van bouwserie SVT 137, type „Hamburg“, „Leipzig“, „Köln“ en „Berlin“.
De Henschel-Wegmann-trein was een complete stoomtrein met locomotief en rijtuigen van de Deutsche Reichsbahn in de jaren 30 van de twintigste eeuw, de rijtuigen kwamen uit de fabriek Wegmann & Co. en de daarbij horende stoomlocomotief van bouwserie 61 kwam uit de fabriek van Henschel & Sohn. Beide bedrijven waren in Kassel gevestigd. De locomotieven en de rijtuigen hadden een gestroomlijnd uiterlijk. Volgens dienstregeling reed de trein vanaf juni 1936 tussen station Berlijn-Anhalter en Dresden met een reistijd van 100 minuten, die pas in 2016 werd verbeterd. De bouw van deze trein was een reactie van de locomotief- en rijtuigbouwindustrie op de nieuwe snelle treinstellen en moest laten zien dat de stoomtechniek de nieuwe snelheden kon bijhouden.
Een vergelijkbaar treinstel als de „Henschel-Wegmann-trein“ werd vanaf 7 april 1936 door de Lübeck-Büchener Eisenbahn ingezet als gestroomlijnde dubbeldekstrein tussen Hamburg en Lübeck-Travemünde, het bedrijf maakte gebruik van de trek-duwtrein als vernieuwing.
In 1936 vestigde locomotief nr. 2, bouwserie 05, van de Deutsche Reichsbahn met 200,4 km/u een nieuw snelheidsrecord voor stoomlocomotieven. De toegestane maximumsnelheid voor de gestroomlijnde stoomlocomotieven uit bouwseries 01 en 03 werd gezet op 150 km/u en voor die van bouwserie 05 op 175 km/u.
Tot 1939 ontstond een netwerk voor snelle doorgaande verbindingen van 6000 kilometer.

#### TEE – Intercity – Eurocity
In 1954 werd de Trans Europ Express commissie opgericht in Den Haag met als doel een Europees spoorwegnetwerk te bouwen voor uitzonderlijk comfortabele en snelle treinen, deze treinen zouden alleen voorzien zijn van een eerste klasse. De Deutsche Bundesbahn behoorde tot een van de oprichters van deze commissie.
In 1957 werd gestart met treinverkeer waarbij elk land de eigen dieseltreinen gebruikte, alle treinen hadden dezelfde rood-beige laklaag. De Deutsche Bundesbahn gebruikte op diverse "TEE"-trajecten de hiervoor speciaal gebouwde dieseltrein uit bouwserie VT 11.5. Op het traject Hoek van Holland – Genève, de Rheinstrecke, reed vanaf 1965 de „TEE Rheingold“ die voorzien was van rijtuigen met klimaatregeling en elektrische locomotieven. Aan de grens was de locwissel een tijdrovende onderneming door de verschillende stroomspoorvoorzieningen.
Vanaf 1971 werden de TEE treinen vervangen door Intercity (IC) treinen met ook alleen een 1ste klasse rijtuigen en een dienstregeling van twee treinen per uur. Hiervoor werden destijds de BR 601 ingezet, waarbij het "TEE-logo werd vervangen door het "Intercity"-logo. Daarnaast werden steeds meer treinen met een losse locomotief ingezet. Op enkele trajecten die werden voorzien van aangepaste veiligheidssignalen en voorzien van treinen met een nieuwe locomotief uit bouwserie 103 werden snelheden behaald van 200 km/u.
In 1979 werden de meeste TEE-treinen in Duitsland onder de slagzin „Ieder uur, idere klasse!“ vervangen door InterCity-treinen met twee rijtuigklassen en die één keer per uur reed op vier trajecten. In 1987 werden de laatste TEE-routes opgeheven. In dezelfde periode werden nieuwe Europese treinstellen geïntroduceerd met een 1ste en 2de klasse, de EuroCity.

#### Hogesnelheidstreinen

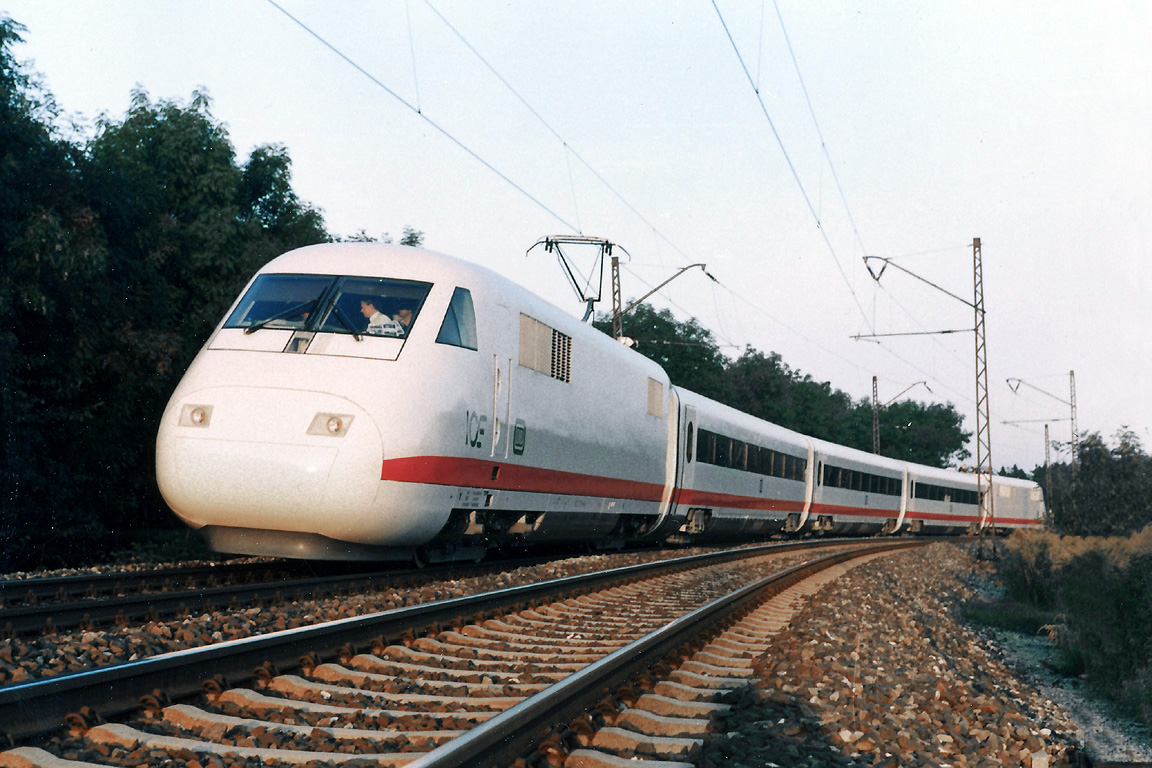
De voorganger van de ICE, de InterCityExperimental werd in 1985 in gebruik genomen.

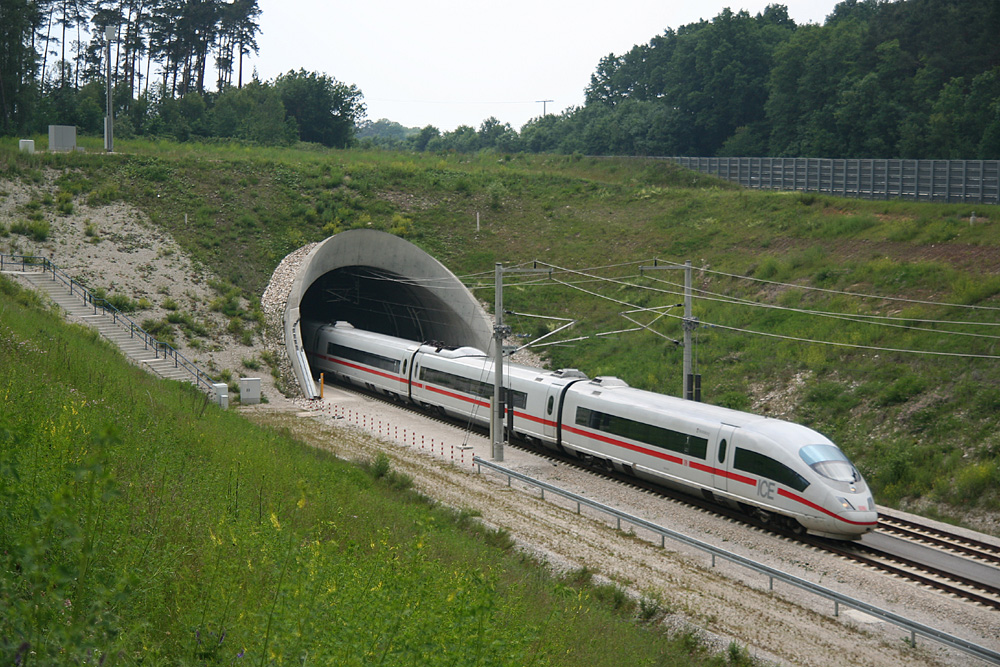
Talrijke tunnels drukken hun stempel op de nieuwe spoorlijnen. Hier: ICE 3 voor de Göggelsbuchtunnel, op het in 2006 geopende traject Nürnberg–Ingolstadt.

Vanwege het teruglopende marktaandeel van de spoorwegen in Duitsland werden vanaf de jaren 60 veel proeven ondernomen om het gebruik van het spoor te stimuleren en de grote groei van het gemotoriseerde verkeer af te remmen. Een belangrijk argument om het spoor aantrekkelijker te maken was het sneller maken van het treinverkeer. Al in 1965 reden tussen München en Augsburg voor het eerst treinen volgens dienstregeling met een maximumsnelheid van 200 km/u. In de Hochleistungs-Schnellbahn-Studie, een onderzoek naar hogesnelheidsroutes, werd in het begin van de jaren 70 de mogelijkheid voor een noord-zuid hoofdroute onderzocht. Daarbij zouden vooral vrachtwagens vervoerd moeten worden in gesloten wagons. In 1973 werd dit voorstel opgenomen in het eerste verkeersplan, erste Bundesverkehrswegeplan, waarbij werd gepleit voor de realisering van 950 km hogesnelheidsspoor. Nog in hetzelfde jaar begon de bouw van het nieuwe traject Hannover-Würzburg. Drie jaar later volgde het traject Mannheim–Stuttgart.
Terwijl deze beide lange-afstandstrajecten, de eerste sinds de Tweede Wereldoorlog, geschikt werden gemaakt voor maximum snelheden van 300 km/u werd eerst besloten om op deze trajecten InterCity treinen te laten rijden met een maximumsnelheid van 200 km/u. Begin jaren 80 besloten de Bondsregering en Deutsche Bahn met de InterCityExperimental een hogesnelheidstrein te ontwikkelen in Duitsland. Eind 1985 werd deze opgenomen in de dienstregeling. Na een omvangrijke serie van proefritten en recordritten vestigde deze trein in het kader van de ICE wereldrecordrit op 1 mei 1988 met een snelheid van 406,9 km/u een nieuw wereldrecord.
Op 2 juni 1991 werd een dienstregeling voor hogesnelheidstreinen in bedrijf genomen met het Intercity-Express-system. De eerste hogesnelheidstreinen met een maximumsnelheid van 250 km/u, ICE-1 treinstellen, haalden op de nieuwe trajecten (met een lengte van ongeveer 430 km) met veel comfort een tijdwinst van 2 uur. Op de eerste ICE-trajecten haalden de nieuwe treinen hogere reizigersaantallen ten opzichte van de eerder ingezette InterCity-treinen. Het ICE ongeluk bij Eschede op 3 juni 1998 was het grootste treinongeluk in de geschiedenis van de Bondsrepubliek Duitsland en het grootste ongeluk in de geschiedenis van de hogesnelheidstreinen wereldwijd.
Vanaf september 1998 werd met de ICE 2 op de hogesnelheidsroute Hannover–Berlijn met een snelheid van 250 km/u gereden. De ICE 3 rijdt op het in 2002 geopende traject Keulen-Frankfurt met een snelheid van 300 km/u. Op dit traject kunnen, net als op de trajecten van de Franse TGV, vanwege de 4% hellingsgraad, geen andere reizigerstreinen of goederentreinen rijden. In mei 2006 werd het tweede traject waarop met 300 km/u gereden kon worden van Neurenberg naar Ingolstadt geopend.
Met de ICE 3M kreeg Duitsland na tientallen jaren eindelijk een voertuig dat op meerdere spoorsystemen kon rijden. Dus ook op het systeem dat in Nederland en België gebruikt wordt, want alleen Oostenrijk, Zwitserland, Noorwegen en Zweden hebben hetzelfde spoorstroomsysteem als in Duitsland. Sinds juni 2007 rijdt een aangepaste uitvoering van de ICE 3MF ook op het Franse TGV-netwerk. Daarnaast rijden er ook diesel aangedreven ICE-TD-treinen en elektrische ICE-T-treinen met kantelbaktechniek, die ook in het buitenland kunnen worden ingezet (Zwitserland, Oostenrijk, Denemarken).
Tot op heden jongste ICE-trein is momenteel de Velaro D, varianten van deze trein worden ook ingezet in andere Europese landen. Oorspronkelijk was de bedoeling om met deze trein een doorgaande verbinding tot aan Londen aan te bieden, maar dit is nog niet gerealiseerd (status 2016).